# 徳島県
徳島県（とくしまけん）は、日本の四国地方に位置する県。県庁所在地は徳島市。

## 概要
四国の東部に位置する。県北部は粟が多く収穫されたことから「粟国」（あわのくに）、県南部は「長国」（ながのくに）であったが、後に統合され、令制国では阿波国（あわのくに）と呼ばれていた。古代より撫養港が南海道における四国の玄関口を担い、昭和頃には共同汽船などの運航でヒトやモノの往来が活発に行われていた。現在でも大鳴門橋（神戸淡路鳴門自動車道）や南海フェリー（徳島港 - 和歌山港）で近畿地方と結ばれており、経済や方言（阿波弁）の面で関西の影響が顕著である。関西広域連合や近畿ブロック県知事会に参加している。
吉野川や那賀川、四国山地、讃岐山脈、紀伊水道をはじめとする自然が多く残っており、鳴門の渦潮や祖谷渓、大歩危・小歩危、阿波の土柱などの観光資源や、江戸時代より約400年の伝統がある阿波踊りなどの文化を有する。産業では農作物（すだち、にんじん、鳴門金時など）と畜産（阿波牛、阿波ポーク、阿波尾鶏）、化学工業が盛んである。
県北部を横断する吉野川は、四国山地と讃岐山脈の間を縫うように流れ、紀伊水道に流れ注ぐ。また、吉野川に沿うようにして徳島平野を形成している。吉野川の流れるラインは、中央構造線とほぼ一致している。県西や県南西は険しい山々が連なる。

## 地理・地域

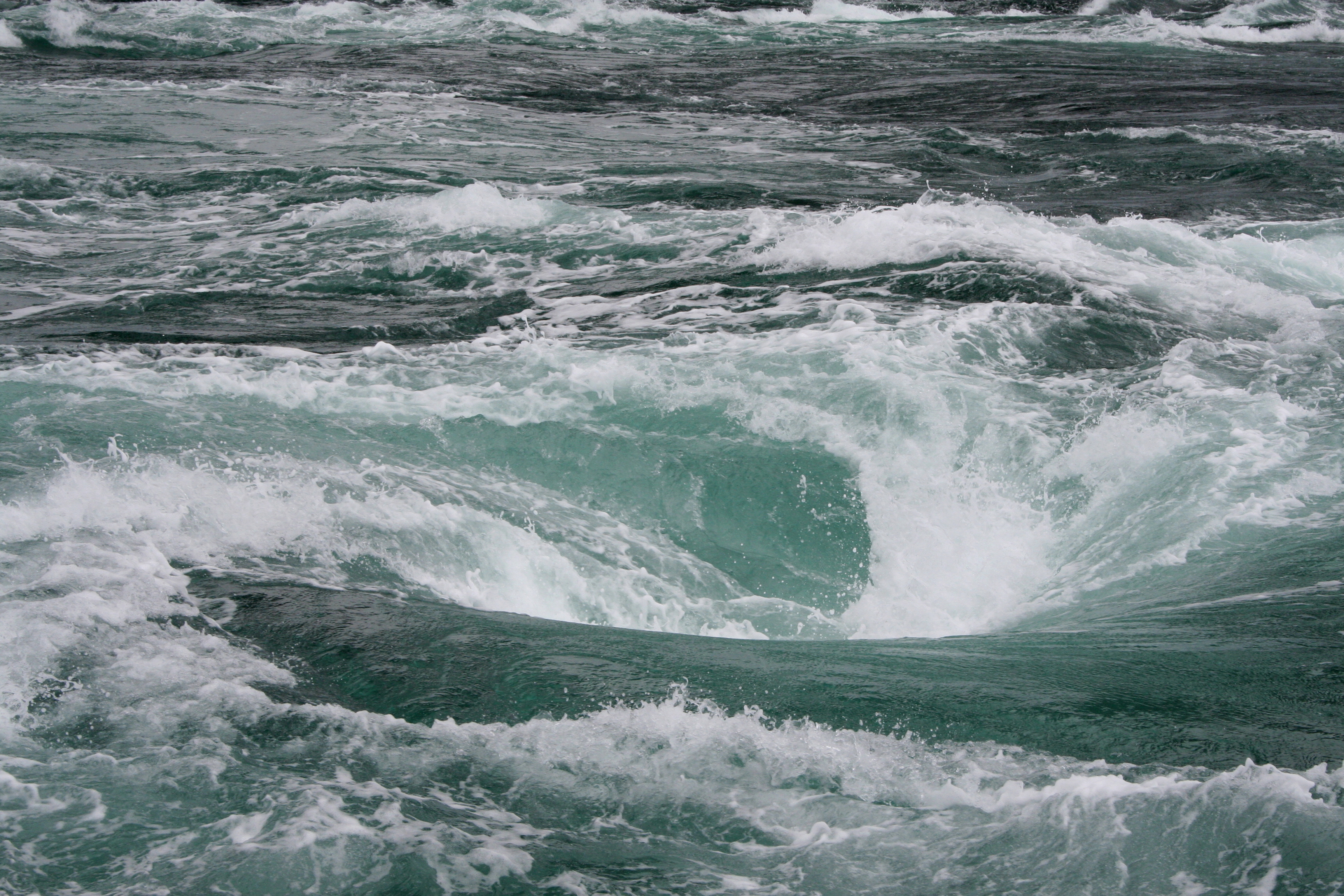
鳴門の渦潮

北部の徳島平野と県南部阿南市のある那賀川平野を除いては全体的に山地の多い地形で、特に徳島平野以南に峙える四国山地は西日本でも有数の険しい山岳地帯となっており、県総面積の約75％を森林が占めている。この山々は昔から現在に至るまで四国内の物流や交流の大きな障害となってきた。その一方で、山間部からは吉野川、勝浦川、那賀川など、水量の豊富な河川が多数流れ出しており、豊かな水資源がもたらされている。河川が少なく水不足に陥りやすい隣の香川県とは対照的であるが、逆に治水に長年悩まされている。また那賀川下流域ではほぼ毎夏、工業用水などの渇水が深刻化している。なお徳島県内で最長の河川は吉野川（徳島県側延長109 km ）ではなく那賀川（延長125 km）である。

### 広袤（こうぼう）
国土地理院地理情報 によると徳島県の東西南北それぞれの端は以下の位置で、東西の長さは107.37 km、南北の長さは79.03 kmである。
| 重心 北緯33度55分17秒 東経134度14分25秒 / 北緯33.92139度 東経134.24028度  | 北端 北緯34度15分7秒 東経134度36分21秒 / 北緯34.25194度 東経134.60583度 ↑        |                                                                           |
| 西端 北緯33度52分54秒 東経133度39分39秒 / 北緯33.88167度 東経133.66083度← | 中心点 北緯33度53分44.5秒 東経134度14分28.5秒 / 北緯33.895694度 東経134.241250度 | 東端 →北緯33度51分22秒 東経134度49分18秒 / 北緯33.85611度 東経134.82167度 |
|                                                                           | ↓ 南端 北緯33度32分22秒 東経134度19分12秒 / 北緯33.53944度 東経134.32000度       |                                                                           |

### 気候
一般的にどの地域も温暖で、夏季と秋季は多雨となり冬季の降水量や降雪量は少ない。概ね徳島平野以北は瀬戸内海式気候、四国山地以南は太平洋側気候に属する。
- 県北東部

徳島平野に当たる地域は典型的な海洋性気候で、年中温暖で放射冷却が起きにくく氷点下まで下がることは稀である。日照時間が全国でも指折りの多い地域である。徳島市や吉野川市のある吉野川以南の地域は瀬戸内海式気候に属するが、梅雨、秋雨、台風やそれに伴う太平洋からの湿った気流の影響を夏から秋に受けやすいため、一般的な瀬戸内海式気候とはやや異なる。鳴門市や阿波市付近の吉野川以北に当たる地域は典型的な瀬戸内海式気候となっており、温暖少雨である。山間部（勝浦郡付近）は県南部の気候に近く朝晩は冷え込み、平野部に比べると降水量も多く、南海型太平洋側気候に属する。
- 県西部

全域が内陸性の気候で、朝晩は放射冷却が起きやすく日較差も大きい。冬は季節風の風上側となることや南岸低気圧の影響で県北東部に比べると降雪・積雪しやすく、山間部では路面凍結も多い。徳島平野に当たる平野部は典型的な瀬戸内海式気候で隣の香川県や愛媛県の気候に近い。四国山地である山間部（祖谷地方など）では太平洋側気候に当たり、降水量が多く県南部や高知県の気候に近い。
- 県南部

全域が典型的な南海型太平洋側気候であり、沿岸部は年中温暖で日照時間も多い地域であるが、山がちである為に県北東部に比べて日較差が大きい。また、四国山地に当たる山間部は台風や梅雨、秋雨の季節には記録的な降水量になることが多いなど、日本で最も降水量が多い地域の一つである。高知県と和歌山県に距離が近いため「台風銀座」の一角に位置し、この地域を通過した台風は紀伊水道から大阪湾に向かうことが多いため、近畿地方に被害を与えることが多い。
| 平年値 （月単位） | 平年値 （月単位） | 北東部        | 西部          | 西部          | 西部          | 西部          | 南部          | 南部          | 南部         | 南部               | 南部          |
| 平年値 （月単位） | 平年値 （月単位） | 徳島          | 美馬市 穴吹   | 三好市 池田   | 三好市 京上   | 剣山          | 那賀町 木頭   | 海陽町 宍喰   | 海陽         | 美波町 日和佐      | 阿南市 蒲生田 |
| ----------------- | ----------------- | ------------- | ------------- | ------------- | ------------- | ------------- | ------------- | ------------- | ------------ | ------------------ | ------------- |
| 平均 気温 (°C)    | 最暖月            | 27.8 （8月）  | 26.4 （8月）  | 25.4 （8月）  | 22.9 （8月）  | 15.3 （8月）  | 24.2 （8月）  | 26.4 （8月）  | 26.3 （8月） | 27.1 （8月）       | 26.9 （8月）  |
| 平均 気温 (°C)    | 最寒月            | 6.1 （1月）   | 4.3 （1月）   | 3.3 （1月）   | 1.3 （1月）   | −6.9 （1月）  | 2.4 （1月）   | 5.1 （1月）   | 4.9 （1月）  | 6.0 （1月）        | 6.0 （2月）   |
| 平均 気温 (°C)    | 年間平均          | 16.6          | 15.2          | 14.1          | 12.0          |               | 13.4          |               |              | 16.1               | 16.4          |
| 降水量 (mm)       | 最多月            | 210.0 （9月） | 220.4 （8月） | 193.2 （9月） | 336.3 （7月） | 547.8 （9月） | 504.3 （9月） | 452.8 （6月） |              | 344.0 （6月）      | 268.9 （9月） |
| 降水量 (mm)       | 最少月            | 38.9 （1月）  | 47.4 （1月）  | 53.3 （1月）  | 75.9 （1月）  | 90.8 (12月）  | 71.9 （1月）  | 76.1 （12月） |              | 76.5 （1月、12月） | 65.7 （12月） |
| 降水量 (mm)       | 年間合計          | 1453.8        | 1405.7        | 1389.6        | 2209.4        |               | 3092.4        |               |              | 2516.9             | 1904.0        |

### 地形
主な海
- 瀬戸内海
- 鳴門海峡：四国のみずべ八十八カ所1番（以下、このページでのみ、☆1で表現する）
- 紀伊水道
- 太平洋

主な河川
| - 吉野川水系 - 旧吉野川：吉野川河口干潟は☆3、吉野川第十堰は☆4、美濃田の淵は☆6、大歩危・小歩危は☆9 - 今切川 - 鮎喰川：こんにゃく橋（浜高房橋）☆15 - 飯尾川 - 宮川内谷川 - 泉谷川 - 川田川 - 穴吹川☆13 - 貞光川 - 半田川 - 鮎苦谷川 - 銅山川（伊予川） - 祖谷川 - 園瀬川 - 新町川 | - 那賀川水系 - 桑野川 - 坂州木頭川 - 海川谷川 - 日和佐川 - 海部川☆20 - 母川☆21 - 王余魚谷川☆19 - 勝浦川 |

主な平野
- 徳島平野
- 阿南平野

主な盆地
- 勝浦盆地

主な山
| - 四国山地 - 剣山（美馬市、那賀町、三好市） - 三嶺（三好市、高知県香美市） - 矢筈山（つるぎ町、三好市） - 雲早山（那賀町） - 三傍示山（三好市、愛媛県四国中央市、高知県大豊町） - 高越山（吉野川市） - 阿讃山脈（讃岐山脈） - 竜王山（美馬市、香川県まんのう町） - 雲辺寺山（三好市、香川県観音寺市） | - 眉山（徳島市） - 城山（徳島市） - 阿波三峰 - 中津峰山（徳島市、勝浦町） - 津乃峰山（阿南市） - 日峰山（徳島市、小松島市） |

主な島
- 大毛島、島田島（鳴門市）：ウチノ海☆2
- 伊島（阿南市）
- 出羽島（海部郡牟岐町）
- 竹ヶ島（海部郡海陽町）

主な川中島
- 善入寺島（吉野川市）☆5

### 隣接都道府県
- 香川県：高松市、東かがわ市、さぬき市、木田郡（三木町）、仲多度郡（まんのう町）、三豊市、観音寺市
- 愛媛県：四国中央市
- 高知県：安芸郡（東洋町、北川村、馬路村）、安芸市、香美市、長岡郡（大豊町）
- 兵庫県：南あわじ市
- 和歌山県：和歌山市（紀伊水道を挟んで）

### 自然公園
- 国立公園
  - 瀬戸内海国立公園
- 国定公園
  - 室戸阿南海岸国定公園、剣山国定公園
- 県立自然公園
  - 箸蔵県立自然公園、土柱高越県立自然公園、大麻山県立自然公園、奥宮川内谷県立自然公園、東山渓県立自然公園、中部山渓県立自然公園

### 自治体
以下の8市8郡15町1村がある。徳島県の構成町村は、町はすべて「ちょう」、村は「そん」と読む。かつて現在の美馬市に存在した脇町は、唯一の例外として、「まち」と読んでいた。
地域としては東部と南部、西部に分かれる。愛媛県における東予・中予・南予、香川県における東讃・中讃・西讃のような地域の呼称は一般的ではなく、「東部」・「南部」・「西部」と呼ぶ。中央地区を除いて人口密集地の東部のみを「東部」と呼ぶこともある。名西郡以西を「西部」と呼ぶこともある。
北部は香川県との繋がりがあるが、県都・徳島市から西へ離れるにつれて徳島県の影響力が弱まり、相対的に香川県の影響力が強まる傾向にある。県内地域間の人口移動は東部への移動が大半で西部や南部への人口移動は少なく、西部・南部間の移動は皆無に近い状況である。
徳島県の出先機関である南部総合県民局と西部総合県民局についても関連を示した。

#### 東部
県内では京阪神との繋がりが最も深い地域であり、近畿圏の一部として扱われる場合もある。その一方で四国他県や中国地方との繋がりは浅く、言葉や方言なども含め、ほぼ完全な近畿志向の地域となっている。政経両面において、近畿の一員として扱われることも珍しくない。大阪市の民放各局（読売テレビを除く）のニュース番組では正確を期するため、「近畿と徳島」という表現がなされている。
- 徳島市
- 鳴門市
- 名東郡
  - 佐那河内村
- 名西郡
  - 石井町 - 神山町
- 小松島市
- 勝浦郡
  - 勝浦町 - 上勝町
- 板野郡
  - 北島町 - 松茂町 - 藍住町 - 板野町 - 上板町

##### 中央地区
2市を中央地区とする区分もある。ほぼ完全に徳島都市圏に組み込まれている。
- 吉野川市
- 阿波市[1]

#### 南部
沿岸部の他、内陸部でも在阪民放のテレビが視聴できるため、関西志向が強い。その一方で県内では道路整備が比較的遅れている地域である。
- 阿南市
- 那賀郡
  - 那賀町
- 海部郡
  - 牟岐町 - 美波町 - 海陽町

#### 西部
総面積の約33%を占める。県の北東部とは異なり、近畿地方に加えて香川県・愛媛県をはじめとする四国他県や中国地方（特に瀬戸内海側）との交流が盛んで、さらに2000年以降は松山自動車道の開通により、それまでの高松市に加え、愛媛県四国中央市や新居浜市のショッピングセンターなどにもしばしば買い物へ出掛けるようになった。そのため、同じ県内でも北東部在住の県民と北西部在住の県民とでは交流面での感覚が異なっている。
瀬戸大橋開通後は、山陽地方の岡山市などへ気軽にアクセスできるようになっている。
県都から離れた中山間地のため、かつては権力者の力が末端まで及ばず、権力者の支配への抗争が多発していた。山岳武士が権力者の主導する改宗に反抗したり、6つの山村を中心に百姓一揆が連鎖発生したりして大きな動きとなった。
別子銅山、土佐藩の参勤交代道、借耕牛や金毘羅宮参拝などを通じた他県との交流も知られている。
- 美馬市
- 美馬郡
  - つるぎ町
- 三好市
- 三好郡
  - 東みよし町

### 市町村合併
- 貞光村（1889年（明治22年）発足、美馬郡太田村・貞光村）
- 端山村（1889年（明治22年）発足、美馬郡東端山村・西端山村）
- 一宇村（1889年（明治22年）発足、美馬郡一宇口山村・一宇奥山村）
- 東祖谷山村（1889年（明治22年）分割、美馬郡祖谷山村）
- 西祖谷山村（1889年（明治22年）分割、美馬郡祖谷山村）
- 脇町（1889年（明治22年）発足、美馬郡）
- 江原村（1889年（明治22年）発足、美馬郡）
- 岩倉村（1889年（明治22年）発足、美馬郡）
- 郡里村（1889年（明治22年）発足、美馬郡）
- 重清村（1889年（明治22年）発足、美馬郡）
- 三島村（1889年（明治22年）発足、美馬郡）
- 穴吹村（1889年（明治22年）発足、美馬郡）
- 口山村（1889年（明治22年）発足、美馬郡）
- 半平山村（1889年（明治22年）発足、美馬郡）
- 木屋平村（1889年（明治22年）発足、美馬郡）
- 半田奥山村（1889年（明治22年）発足、美馬郡）
- 三野村（1889年（明治22年）発足、三好郡清水村・加茂野宮村・勢力村・芝生村・太刀野村・太刀野山村）
- 昼間村（1889年（明治22年）発足、三好郡東山村・昼間村）
- 箸蔵村（1889年（明治22年）発足、三好郡州津村・西山村）
- 池田村（1889年（明治22年）発足、三好郡池田村・池田町）
- 佐馬地村（1889年（明治22年）発足、三好郡白地村・馬路村・佐野村）
- 三縄村（1889年（明治22年）発足、三好郡中西村・漆川村・中津川村・松尾村・大利村・川崎村）
- 三名村（1889年（明治22年）発足、三好郡西宇村・上名村・下名村）
- 加茂村（1889年（明治22年）発足、三好郡東加茂村・中加茂村・西加茂村）
- 三庄村（1889年（明治22年）発足、三好郡毛田村・中庄村・西庄村）
- 池田町（1905年（明治38年）町制施行、三好郡池田村）
- 貞光町（1907年（明治40年）町制施行 美馬郡貞光村）
- 半田町（1916年（大正5年）町制施行 美馬郡半田村）
- 八千代村（1917年（大正6年）名称変更 美馬郡半田奥山村）
- 三野町（1923年（大正12年）町制施行、三好郡三野村）
- 穴吹町（1924年（大正13年）町制施行、美馬郡穴吹村）
- 昼間町（1925年（大正14年）町制施行、三好郡昼間村）
- 徳島市（1926年（大正15年）編入、名東郡沖洲村・斎津村）
- 古宮村（1927年（昭和2年）名称変更、美馬郡半平山村）
- 江原町（1928年（昭和3年）町制施行、美馬郡江原村）
- 徳島市（1937年（昭和12年）編入、名東郡八万村・加茂町・加茂名町）
- 郡里町（1940年（昭和15年）町制施行、美馬郡郡里村）
- 鳴南市（1947年（昭和22年）3月15日発足、板野郡撫養町・鳴門町・瀬戸町・里浦村）
- 鳴門市（1947年（昭和22年）5月名称変更、鳴南市）
- 鳴門市（1950年（昭和25年）編入、板野郡大津村）
- 三好郡東祖谷山村（1950年（昭和25年）所属郡変更、美馬郡東祖谷山村）
- 三好郡西祖谷山村（1950年（昭和25年）所属郡変更、美馬郡西祖谷山村）
- 徳島市（1951年（昭和26年）編入、勝浦郡勝占村・多家良村）
- 小松島町（1951年（昭和26年）4月1日編入、那賀郡立江町）
- 小松島市（1951年（昭和26年）6月1日市制施行、勝浦郡小松島町）
- 鳴門市（1951年（昭和26年）編入、板野郡北灘村）
- 岩倉町（1951年（昭和26年）町制施行、美馬郡岩倉村）
- 加茂町（1952年（昭和27年）町制施行、三好郡加茂村）
- 富岡町（1954年（昭和29年）3月発足、那賀郡富岡町・大野村（一部）・宝田村・長生村・中野島村）
- 羽ノ浦町（編入、那賀郡大野村（富岡町と合併した部分を除く））
- 富岡町（1955年（昭和30年）1月編入、那賀郡加茂谷村）
- 富岡町（1955年（昭和30年）3月編入、那賀郡見能林村）
- 橘町（1955年（昭和30年）3月発足、那賀郡橘町・新野町・福井村・椿町）
- 徳島市（1955年（昭和30年）編入、名東郡新居村・名西郡入田村・名東郡上八万村・板野郡川内村）
- 富岡町（1955年（昭和30年）4月編入、那賀郡桑野町）
- 穴吹町（1955年（昭和30年）発足、美馬郡三島村・穴吹町・口山村・古宮村）
- 三好町（1955年（昭和30年）発足、三好郡昼間町・足代村）
- 那賀川町（1956年（昭和31年）9月発足、那賀郡平島村・今津村）
- 小松島市（1956年（昭和31年）9月30日編入、那賀郡坂野町）
- 半田町（1956年（昭和31年）発足、美馬郡半田町・八千代村）
- 貞光町（1956年（昭和31年）発足、美馬郡貞光町・端山村）
- 池田町（1956年（昭和31年）編入、三好郡箸蔵村）
- 山城町（1956年（昭和31年）発足、三好郡山城谷村・三名村）
- 美馬町（1957年（昭和32年）発足、美馬郡郡里町・重清村）
- 阿南市（1958年（昭和33年）5月1日発足、那賀郡富岡町・橘町）
- 脇町（1958年（昭和33年）発足、脇町・江原町・岩倉町）
- 池田町（1959年（昭和34年）発足、三好郡池田町・三縄村・佐馬地村）
- 井川町（1959年（昭和34年）発足、三好郡辻村・井内谷村）
- 三加茂町（1959年（昭和34年）発足、加茂町・三庄村）
- 徳島市（1966年（昭和41年）編入、板野郡応神村）
- 徳島市（1967年（昭和42年）編入、名東郡国府町）
- 鳴門市（1967年（昭和42年）1月1日編入、板野郡大麻町）
- 吉野川市（2004年（平成16年）10月1日発足、麻植郡鴨島町・川島町・山川町・美郷村 ⇒麻植郡が消滅
- 美馬市（2005年（平成17年）3月1日発足、美馬郡脇町・美馬町・穴吹町・木屋平村）
- つるぎ町（2005年（平成17年）3月1日発足、美馬郡半田町・貞光町・一宇村）
- 那賀町（2005年（平成17年）3月1日発足、那賀郡鷲敷町・相生町・上那賀町・木沢村・木頭村）
- 阿波市（2005年（平成17年）4月1日発足、板野郡吉野町・土成町・阿波郡市場町・阿波町）⇒阿波郡が消滅
- 三好市（2006年（平成18年）3月1日発足、三好郡三野町・池田町・井川町・山城町・東祖谷山村・西祖谷山村）
- 東みよし町（2006年（平成18年）3月1日発足、三好郡三好町・三加茂町）
- 阿南市（2006年（平成18年）3月20日編入、那賀郡那賀川町・羽ノ浦町）
- 海陽町（2006年（平成18年）3月31日発足、海部郡海南町・海部町・宍喰町）
- 美波町（2006年（平成18年）3月31日発足、海部郡由岐町・日和佐町）

## 歴史

### 先史
約2万年前の遺物と推定できる国府型ナイフ形石器 が、徳島県域でも49遺跡から見つかっている。戦国時代には、三好郡を拠点にしていた三好氏が、東四国から山城国までの八国を支配した。豊臣秀吉の四国平定により、阿波国は蜂須賀氏が封ぜられ、その統治は明治維新まで続いた。

### 「徳島県」と「名東県」
元々、徳島市は名東郡に属する都市だったので、廃藩置県の第一次府県統合（明治4年（1871年））当時の徳島県は、名東県という名称であった。当初の名東県は、現在の徳島県に当たる旧阿波国の外に、旧淡路国（淡路島）も範囲とされた。さらに、1873年（明治6年）2月20日には香川県も編入した。
しかし、第二次府県統合により、1875年（明治8年）9月5日に旧讃岐国部分が香川県として分立再置県され、明治3年（1870年）の庚午事変（稲田騒動）で敵対した淡路国が1876年（明治9年）8月21日に兵庫県に編入され、阿波国部分は高知県に編入された。
この後の1880年（明治13年）3月2日に、旧名東県が高知県から分離されて、現在の徳島県が発足した。
なお、宮武外骨の説では、徳島藩は当初「曖昧藩」だったから、徳島藩の首府であった徳島市の所在する名東郡から名前を取って「名東県」となったということになる。しかし、復活の際に、なぜ都市名を取った「徳島県」に変更されたのかは定かではない。

### 近・現代
- 明治2年6月17日（1869年7月25日） - 版籍奉還により全国に府藩県三治体制が実施される。初代知事に蜂須賀茂韶[3]。
- 明治4年7月14日（1871年8月29日） - 廃藩置県により、徳島県（旧徳島藩の阿波国・淡路国）が設置された。全国は3府302県となる。
- 明治4年11月15日（1871年12月26日） - 徳島県を名東県（みょうどうけん）に改名。徳島城下（今の徳島市）が名東郡に属していたことが名称の由来。全国的にいわゆる第一次府県統合（明治4年10月28日（1871年12月10日） - 明治4年11月22日（1872年1月2日））実施により全国は3府72県となった。
- 1873年（明治6年）2月20日 - 香川県（旧讃岐国）が名東県に編入された。
- 1875年（明治8年）9月5日 - 香川県が名東県から分離独立し、名東県の範囲は再び旧阿波国と旧淡路国となった。
- 1876年（明治9年）8月21日 - 全国的に県の大規模な削減が実施（いわゆる第2次府県統合）され、名東県は分割されて廃止された。淡路島は兵庫県に編入され、旧阿波国は高知県に編入された。全国で38府県まで削減された。
- 1880年（明治13年）3月2日 - 旧阿波国が高知県から分離独立し、現在の徳島県となった。
- 1887年（明治20年）10月28日 - 日本赤十字社徳島県委員部（現・徳島県支部）が創設される。四国では1番目。
- 1888年（明治21年） - この年までに富山県、福井県、奈良県、鳥取県、徳島県、香川県（1888年12月3日に愛媛県から分離独立。全国最後の設置）、佐賀県、宮崎県の8つの県が復活。
- 1889年（明治22年）4月1日 - 市制（同日実施されたのは全国で31市（特別市制施行の京都市・大阪市・赤間関市（現・下関市）を含む））・町村制を実施。徳島市は同年10月1日市制施行（四国で同年4月1日施行は高知市のみ（全国1番）で、徳島市は四国では高知市に次いで2番目（全国36番目）、松山市は同年12月15日（全国39番目）、高松市は翌年1890年（明治23年）2月15日実施（全国40番目）。
- 1890年（明治23年）5月17日 - 府県制・郡制の施行を経て3府43県に統合。現在の都道府県の原型になる。
- 1899年（明治32年）7月12日 - 吉野川が増水して各地で堤防が決壊。一条町では小学校や多数の人家が流失。死傷者197人、浸水家屋多数、田畑の収穫皆無[4]。
- 1928年（昭和3年）12月18日 - 徳島市の下助任町（現・吉野本町）と応神村（現・応神町古川）を結ぶ国道11号（現・徳島県道39号徳島鳴門線（旧国道11号））の吉野川橋が開通した[5]。
- 1934年（昭和9年）9月21日 - 未明に室戸台風が通過して暴風雨。死者・行方不明者32人以上。家屋全壊852棟、半壊882棟、小・中学校の校舎倒壊16など強風による被害も相次いだ。また、発動機船、帆船、漁船などの流失・沈没2000隻以上、撫養地方の塩田全滅など地域経済に大きな打撃を与える被害が出た[6]。
- 1945年（昭和20年）1月29日 - 貞光町（現・つるぎ町貞光）の真光寺に疎開していた大阪市立南恩加島小学校児童が火災の犠牲になった[7]。

### 戦後
- 1945年（昭和20年）8月15日 - 終戦。徳島城鷲の門戦災にて焼失。
- 1946年（昭和21年）12月21日 - 昭和南海地震が発生、県南を中心に津波被害が出る。202人が犠牲になる（不明者も含む）。
- 1947年（昭和22年）3月15日 - 鳴南市が発足。同年5月15日、鳴門市に改称する。
- 1949年（昭和24年）5月31日 - 国立徳島大学が設置される。
- 1951年（昭和26年）6月1日 - 小松島市が発足する。
- 1952年（昭和27年）7月1日 - 四国放送がラジオ放送を開始。
- 1953年（昭和28年）11月 - 徳島公園内に県立図書館が完成。
- 1957年（昭和32年）11月 - 那賀川上流に長安口ダムが完成。
- 1958年（昭和33年）1月 - 小松島から和歌山に向っていた南海丸が沼島沖で遭難、乗客・乗員全員が犠牲になる。
- 1958年（昭和33年）5月1日 - 阿南市が発足する。
- 1959年（昭和34年）4月 - 四国放送がテレビ放送を開始。
- 1960年（昭和35年）5月 - チリ地震で県南に津波被害。
- 1961年（昭和36年）4月 - 四国女子短期大学が開校する（後の四国大学短期大学部）。
- 1961年（昭和36年）4月 - 徳島女子短期大学が開校する（後の徳島文理大学短期大学部）。
- 1961年（昭和36年）7月30日 - 小鳴門海峡に小鳴門橋（こなるとばし）が開通。
- 1963年（昭和38年）4月 - 徳島市文化センターが開館。
- 1963年（昭和38年）4月1日 - 国立阿南工業高等専門学校が開校する。
- 1963年（昭和38年）7月 - 新徳島火力発電所が完成する（現在の阿南発電所）。
- 1964年（昭和39年）4月5日 - 徳島県立海南高等学校が第36回選抜高等学校野球大会で初優勝。
- 1966年（昭和41年）4月 - 四国女子大学が開校する（後の四国大学）。
- 1966年（昭和41年）4月 - 徳島女子大学が開校する（後の徳島文理大学）。
- 1966年（昭和41年）9月13日 - 徳島県の木「ヤマモモ」に決定[8]。
- 1967年（昭和42年）1月 - 徳島空港ターミナルビルが完成。
- 1970年（昭和45年）8月 - 吉野川中流の小歩危ダム建設計画が中止になる。
- 1970年（昭和45年）9月6日 - 剣山登山リフトが開通[9]。
- 1971年（昭和46年）1月22日 - 阿波大島海域公園地区が国の海中公園に指定される[10]。
- 1972年（昭和47年）1月15日 - 板野町と上板町を結んでいた国鉄鍛冶屋原線板野駅 - 鍛冶屋原駅間（6.9 km）が廃止になる[11]。
- 1972年（昭和47年）7月 - 国道11号吉野川大橋（現在の鳴門方面行き車線）が完成。
- 1973年（昭和48年）4月 - 国鉄牟岐線牟岐駅 - 海部駅間（11.6 km）が開通。
- 1973年（昭和48年）10月 - 徳島県自動車運転免許センターが完成。
- 1974年（昭和49年）1月 - 徳島県青少年センターが開館。
- 1974年（昭和49年）10月 - 三木武夫が内閣総理大臣に就任する（徳島県出身者では初）。
- 1975年（昭和50年）3月 - 吉野川中流の池田ダムが完成。
- 1976年（昭和51年）7月 - 大鳴門橋の起工式が行われる。
- 1977年（昭和52年）4月1日 - 徳島県立山川少年自然の家が開館。
- 1980年（昭和55年）11月15日 - 徳島市農林水産展が開幕する。その後11月16日に閉幕する。
- 1981年（昭和56年）10月 - 国立鳴門教育大学が開校する。
- 1982年（昭和57年）8月20日 - 徳島県立池田高等学校が第64回全国高等学校野球選手権大会で初優勝。
- 1982年（昭和57年）11月27日 - 後藤田正晴が内閣官房長官に就任する（徳島県出身者では初）。
- 1983年（昭和58年）4月5日 - 徳島県立池田高等学校が第55回選抜高等学校野球大会で初優勝。夏春連覇。
- 1985年（昭和60年）3月 - 国鉄小松島線が廃止になる。
- 1985年（昭和60年）6月 - 徳島県と兵庫県を結ぶ大鳴門橋が開通。
- 1989年（平成元年）5月 - 第40回全国植樹祭が神山町の神山森林公園で開催される。
- 1990年（平成2年）1月 - 徳島市が海洋パーク計画を白紙撤回。
- 1990年（平成2年）11月 - 文化の森総合公園が完成。これに合わせて、県立図書館と県立博物館が移転。
- 1991年（平成3年）6月 - 池田町が黒沢湿原のリゾート開発計画を白紙撤回。
- 1992年（平成4年）3月 - 阿佐海岸鉄道阿佐東線海部駅 - 甲浦駅間（8.5 km）が開通する。
- 1993年（平成5年）8月 - 国道55号阿南道路小松島市大林町森ノ本 - 阿南市西路見町江川間が開通する。
- 1993年（平成5年）9月 - 第48回国民体育大会東四国国体夏季大会が香川県と共同で開催される。
- 1993年（平成5年）10月 - 東四国国体秋季大会が開催される。
- 1993年（平成5年）10月 - 多目的ホールを備えた大型施設「アスティとくしま」が完成。
- 1994年（平成6年）3月 - 県内初の高速道路（高速自動車国道）となる徳島自動車道の藍住IC - 脇町IC間（32.1 km）が開通する。
- 1995年（平成7年）1月17日 - 阪神・淡路大震災が発生し、県東で震度3（徳島市は震度4）を記録。一部地域で水道管が壊れるなどの被害があった。
- 1995年 （平成7年）3月21日 - 徳島市の丸新百貨店閉店。
- 1998年（平成10年）2月2日 - 小鳴門海峡に小鳴門大橋が開通。
- 1998年（平成10年）3月 - 大塚国際美術館が開館。
- 1998年（平成10年）4月 - 明石海峡大橋が開通、これにより徳島と本州が直結した。
- 1999年（平成11年）7月31日 - 阿波おどり会館が開館。
- 2000年（平成12年）1月 - 徳島市で吉野川第十堰の可動堰計画を巡る住民投票が行われ、反対が多数を占める。
- 2000年（平成12年）3月 - 国道55号阿南道路阿南市日開野町北浦 - 阿南市津乃峰町長浜間開通。
- 2000年（平成12年）7月 - 県内2ヶ所目の火力発電所となる橘湾発電所が完成。
- 2000年（平成12年）8月 - 吉野川の第十堰計画が白紙になる。
- 2000年（平成12年）10月 - 那賀川の細川内ダム建設計画が中止になる。
- 2000年（平成12年）11月 - 国道55号阿南道路阿南市西路見町江川 - 阿南市日開野町北浦間が開通。
- 2001年（平成13年）3月29日 - 高松自動車道板野IC - 津田東IC間（25.7 km）開通。
- 2001年（平成13年）7月1日 - あすたむらんど徳島が開館。
- 2001年（平成13年）8月 - 第13回全国農業青年交換大会が開催される。
- 2002年（平成14年）3月4日 - 現職の圓藤寿穂知事が収賄容疑で逮捕される。
- 2002年（平成14年）7月21日 - 高松自動車道鳴門IC - 板野IC間（10.5 km）開通により神戸淡路鳴門自動車道と接続。
- 2002年（平成14年）10月19日 - 県立文学書道館が開館。
- 2003年（平成15年）6月 - 東洋紡績小松島工場を休止。閉鎖。
- 2004年（平成16年）10月1日 - 吉野川市が発足。
- 2004年（平成16年）10月24日 - 第28回全国育樹祭が神山町の神山森林公園で開催される。
- 2004年（平成16年）12月22日 - 徳島ヴォルティスのJ2入りが決定、四国初のJリーグチームが誕生する。
- 2005年（平成17年）3月1日 - 美馬市、つるぎ町、那賀町が発足する。
- 2005年（平成17年）4月1日 - 阿波市が発足。県南部圏域（阿南市・那賀郡・海部郡）に南部総合県民局を開設。
- 2005年（平成17年）4月29日 - 四国アイランドリーグが開幕。徳島インディゴソックスが徳島県を本拠地とする。
- 2006年（平成18年）3月1日 - 三好市、東みよし町が発足。
- 2006年（平成18年）3月31日 - 美波町、海陽町が発足。
- 2006年（平成18年）4月1日 - 県西部圏域（美馬市・三好市・美馬郡・三好郡）に西部総合県民局を開設。
- 2006年（平成18年）5月1日 - 徳島赤十字病院が新築移転開院。
- 2007年（平成19年）5月12日 - 阿南安芸自動車道日和佐道路由岐IC - 日和佐出入口間（6.2 km）が開通。
- 2007年（平成19年）5月20日 - 南部健康運動公園（アグリあなんスタジアム）が開園する。
- 2007年（平成19年）10月27日 - 第22回国民文化祭が開幕する。その後11月4日に閉幕する。
- 2008年（平成20年）4月27日 - 第1回とくしまマラソンが開催される。
- 2009年（平成21年）10月10日 - マチ★アソビvol.1が開幕する。その後10月12日に閉幕する。
- 2010年（平成22年）4月8日 - 徳島空港が移転。2,500m化した滑走路および新徳島空港ターミナルビルの運用を開始。
- 2010年（平成22年）4月17日 - 徳島LEDアートフェスティバル2010が開幕する。その後4月25日に閉幕する。
- 2010年（平成22年）6月8日 - 徳島県第1区選出の仙谷由人衆議院議員が内閣官房長官に就任する。
- 2010年（平成22年）11月20日 - とくしま食材フェア2010が開幕する。その後11月21日に閉幕する。
- 2011年（平成23年）7月16日 - 阿南安芸自動車道日和佐道路小野IC - 由岐IC間（3.1 km）が開通により日和佐道路（9.3 km）が全線開通。
- 2012年（平成24年）4月25日 - 阿波しらさぎ大橋が開通。
- 2012年（平成24年）9月1日 - 第27回国民文化祭が開幕する。その後12月14日に閉幕する。
- 2013年（平成25年）4月13日 - 淡路島地震、鳴門市鳴門町で震度5弱。
- 2013年（平成25年）12月8日 - 徳島ヴォルティス、J1昇格プレーオフで優勝。四国初のJ1チームが誕生。
- 2014年（平成26年）1月5日 - 松茂町に徳島県自動車運転免許センターを移転開館。
- 2015年（平成27年）2月28日 - 国道192号徳島南環状道路上八万IC - 法花IC間（2.2 km）が開通。
- 2015年（平成27年）3月14日 - 徳島自動車道鳴門JCT - 徳島IC間（10.9 km）開通により全線開通。
- 2016年 (平成28年) 2月6日 - 牟岐町で震度5強。震源は徳島県南部、震源の深さは約10 km、マグニチュードは5.0。
- 2016年（平成28年）7月10日 - 第24回参議院議員通常選挙で、高知県と参議院合同選挙区（徳島県・高知県選挙区）を構成。自由民主党所属で阿南市出身の中西祐介が当選。
- 2018年（平成30年）12月31日 - 米津玄師、故郷徳島の大塚国際美術館よりNHK紅白歌合戦で『Lemon』を熱唱。
- 2019年（令和元年）7月21日 - 第25回参議院議員通常選挙の徳島県・高知県選挙区で、自由民主党所属で高知県出身の高野光二郎が当選[注釈 9]。なお、参議院比例区で特定枠の新設に伴い、吉野川市出身の三木亨が自由民主党の比例名簿上で優先的に当選[注釈 10]。
- 2020年（令和2年）4月18日 - 日本最年少女性市長、内藤佐和子徳島市市長就任。
- 2020年（令和2年）4月21日 - 徳島市長、戦後初の徳島市阿波おどり全日程中止を発表。
- 2020年 (令和2年) 7月30日 - 消費者庁が、徳島県庁内に「新未来創造戦略本部」を開設。
- 2020年 (令和2年) 8月31日 - そごう徳島店閉店。
- 2020年（令和2年）11月30日 - 阿佐海岸鉄道阿佐東線、ディーゼル車両（ASA-101、ASA-301）での運行を終了。
- 2020年（令和2年）12月16日 - 徳島ヴォルティス、J1再昇格。
- 2020年（令和2年）12月20日 - 徳島ヴォルティス、J2初優勝。
- 2021年（令和3年）3月21日 - 徳島南部自動車道徳島沖洲IC - 徳島津田IC間（2.4 km）が開通。
- 2021年（令和3年）12月25日 - 阿佐海岸鉄道が、デュアル・モード・ビークル（DMV）での運行を開始。
- 2023年（令和5年）4月2日 - 名西郡神山町に私立高等専門学校「神山まるごと高等専門学校」開校。
- 2024年（令和6年）4月1日 - 9つの農業協同組合が統合し、徳島県農業協同組合（JA徳島県）誕生。

### 阿波の大地震
- 霊亀元年（715年） -霊亀大地震。
- 仁和3年（887年）（172年後）-仁和地震。
- 貞元元年（976年）（89年後）-貞元地震。
- 元暦2年7月9日（1185年8月6日）（209年後）-文治地震。
- 永正10年（1513年）（328年後）-天文地震。[要出典]
- 慶長9年12月16日（1605年2月3日）（92年後）-慶長地震。
- 宝永4年（1707年）（102年後）-宝永地震。
- 嘉永7年（1854年）（147年後）-安政南海地震。
- 1946年（昭和21年）（92年後）-昭和南海地震。

## 人口
| 増加 2.5 - 4.99 % 0.0 - 2.49 % | 減少 0.0 - 2.5 % 2.5 - 5.0 % 5.0 - 7.5 % 7.5 - 10.0 % 10.0 % 以上 |

| |                                        |  |
| 徳島県と全国の年齢別人口分布（2005年） | 徳島県の年齢・男女別人口分布（2005年） |  |
| ■紫色 ― 徳島県 ■緑色 ― 日本全国 | ■青色 ― 男性 ■赤色 ― 女性              |  |
| 徳島県（に相当する地域）の人口の推移 \| 1970年（昭和45年） \| 791,111人 \| \| \| 1975年（昭和50年） \| 805,166人 \| \| \| 1980年（昭和55年） \| 825,261人 \| \| \| 1985年（昭和60年） \| 834,889人 \| \| \| 1990年（平成2年） \| 831,598人 \| \| \| 1995年（平成7年） \| 832,427人 \| \| \| 2000年（平成12年） \| 824,108人 \| \| \| 2005年（平成17年） \| 809,950人 \| \| \| 2010年（平成22年） \| 785,491人 \| \| \| 2015年（平成27年） \| 755,733人 \| \| \| 2020年（令和2年） \| 719,559人 \| \| |                                        |  |
| 総務省統計局 国勢調査より |                                        |  |
| 1970年（昭和45年） | 791,111人                              |  |
| 1975年（昭和50年） | 805,166人                              |  |
| 1980年（昭和55年） | 825,261人                              |  |
| 1985年（昭和60年） | 834,889人                              |  |
| 1990年（平成2年） | 831,598人                              |  |
| 1995年（平成7年） | 832,427人                              |  |
| 2000年（平成12年） | 824,108人                              |  |
| 2005年（平成17年） | 809,950人                              |  |
| 2010年（平成22年） | 785,491人                              |  |
| 2015年（平成27年） | 755,733人                              |  |
| 2020年（令和2年） | 719,559人                              |  |

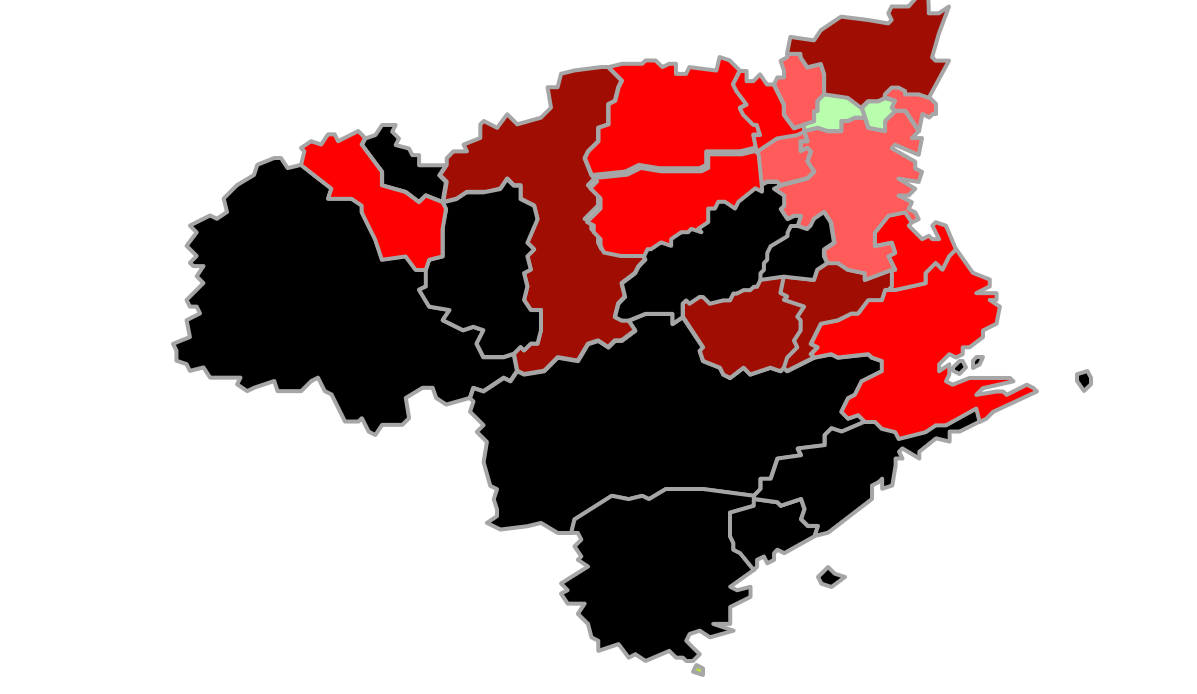
徳島県市町村人口増減率分布図（2016年7月と2021年7月徳島県統計から算出）
増加
2.5 - 4.99 %
0.0 - 2.49 %
減少
0.0 - 2.5 %
2.5 - 5.0 %
5.0 - 7.5 %
7.5 - 10.0 %
10.0 % 以上

明治時代初期、当時の衣服の染料として用いられていた藍の栽培によって全国屈指の人口の規模を記録したこともあったが、間もなく訪れた産業革命での綿織物、次いで化学繊維の台頭によってその需要は著しく低下し、明治から昭和にかけての人口増加の時期に他の都道府県に大きく後れを取った。
徳島県の人口の殆どが徳島市、鳴門市、小松島市といった東部に集中している。人口のピークは1956年の87万人余りで、人口減少が続き、それから半世紀後の2007年に80万人を割り込んだ。2023年4月1日の推計で70万人を割り込み、およそ1世紀ぶりに60万人台となった。
徳島県の合計特殊出生率は2019年の時点で1.46であり、人口の維持に必要な2.07までは程遠く、人口の自然減に歯止めがかかっていない。また、隣接している兵庫県の大鳴門橋と明石海峡大橋の開通、香川県の高松自動車道の開業でストロー効果によって大学進学や就職を機に近畿地方や首都圏、さらには他の四国各県に人口が流出し社会減ともなっている。
市町村別でみると、徳島市中心地の地価高騰に伴い、ドーナツ化現象が顕著に起こっている。車で徳島市中心部に30分程度で通勤でき、かつ子育て支援政策に乗り出した藍住町や北島町などに人口が流入し、四国地方でも数少ない人口増加の地域となっている。徳島市西方の石井町も、鉄道が中心部を走るアクセスの良さから人口が流入し、社会増となった時期もあった。また、山間部の神山町も、IT企業誘致や現役世代重視の政策の影響で2019年から社会増となっている。一方、核都市である徳島市、鳴門市、阿南市は減少を続けている。また、県西や県南は減り続けており、存続が危ぶまれる、または消滅した集落も多くある。
三重県や佐賀県と同様に、県内に政令指定都市・中核市が存在しない県である。また、政令指定都市・中核市に加えて、施行時特例市も存在しない唯一の県である。
- 都道府県の人口一覧より徳島県の人口の明治・大正・平成の推移
- 1888年（明治21年） - 67万6100人（全国32位、四国2位）
- 1920年（大正9年） - 67万0212人（全国40位、四国4位）
- 2005年（平成17年） - 80万9974人（全国44位、四国3位）
- 2010年（平成22年） - 78万5491人（全国44位、四国3位）
- 2015年（平成27年） - 75万5733人（全国44位、四国3位）
- 2020年（令和2年） - 71万9704人（全国44位、四国3位）

## 政治

### 県政
- 知事：後藤田正純（ごとうだ　まさずみ、1期目）

#### 県知事（戦後・公選）
| 代    | 氏名       | 任期                                                  | 出身           | 備考                       |
| ----- | ---------- | ----------------------------------------------------- | -------------- | -------------------------- |
| 45    | 阿部五郎   | 1947年（昭和22年）4月16日 - 1951年（昭和26年）4月1日  | 徳島県徳島市   |                            |
| 46    | 阿部邦一   | 1951年（昭和26年）5月21日 - 1955年（昭和30年）3月3日  | 徳島県吉野川市 |                            |
| 47-49 | 原菊太郎   | 1955年（昭和30年）4月25日 - 1965年（昭和40年）9月15日 | 徳島県徳島市   |                            |
| 50-53 | 武市恭信   | 1965年（昭和40年）10月9日 - 1981年（昭和56年）10月4日 | 徳島県美馬市   |                            |
| 54-56 | 三木申三   | 1981年（昭和56年）10月5日 - 1993年（平成5年）10月4日  | 徳島県吉野川市 |                            |
| 57-59 | 圓藤寿穂   | 1993年（平成5年）10月4日 - 2002年（平成14年）4月27日  | 徳島県板野町   |                            |
| 60    | 大田正     | 2002年（平成14年）4月28日 - 2003年（平成15年）3月30日 | 徳島県三好市   |                            |
| 61-64 | 飯泉嘉門   | 2003年（平成15年）5月18日 - 2023年（令和5年）5月17日  | 大阪府池田市   | 戦後公選初の県外出身者     |
| 65    | 後藤田正純 | 2023年（令和5年）5月18日-現職                         | 東京都多摩市   | 父が徳島県吉野川市生まれ。 |

- 戦前は徳島県知事一覧参照

#### 財政

##### 平成18年度
- 標準財政規模 2324億3700万円
- 一般会計歳入 5135億円
- 一般会計歳出 5019億円
- 財政力指数 0.32317（都道府県平均 0.46）
- 経常収支比率 96.4%（都道府県平均 92.6%）
  - 分かりやすくいうと県知事の自由裁量で使える分が3.6%しかないことを意味する
- 実質収支比率 2.0
- 実質公債費比率 16.1%（都道府県平均 14.7%）
- 人口100,000人当たり職員数 1,629.83人（都道府県平均 1,173.11人）
  - 職員数が過剰である 2007年（平成19年）から2011年（平成23年）の4年間で200人以上の削減を目指している
- ラスパイレス指数 100.1（都道府県平均99.6）
- 人口一人当たり地方債現在高 120万1287円（都道府県平均 62万2416円）

地方債残高
- 普通会計分の地方債現在高 9750億5800万円
- 上記以外の特別会計分の地方債（企業債）現在高 495億9500万円
  - 主な内訳 病院事業会計分 約68億円、港湾等整備事業会計分 約340億円
- 第3セクター等の地方債等残高 56億4000万円
  - 主な内訳 徳島林業公社 46億1500万円
- 徳島県の地方債等残高合計 1兆0302億9300万円（連結会計）
- 徳島県民一人当たり地方債等残高 129万5917円（連結会計）

##### 平成17年度
- 財政力指数:0.31（2005年（平成17年）度）

### 国政
衆議院の小選挙区が2だが、2012年衆院選以前は3であった。参議院では、徳島県選挙区として全県で1区を構成していたが、2016年の第24回参議院議員通常選挙より高知県選挙区と合区され、高知県とともに1区を構成する合同選挙区が創設された。

## 経済・産業
徳島県によると、県民総生産（名目）は2018年で3兆1733億円であり、経済成長率は1.3％である。名目GDPは全国43位と低調であるが、一人当たりで換算すると431万円で全国14位と健闘している。県平均での産業別のGDPの割合は、第1次産業が2.0％，第2次産業が34.4％，第3次産業が62.9％となっている。
製造出荷額は、2019年で1兆9081億円で全国39位であり、2018年において最も出荷額等が多い業種は、化学工業の5,632億円(製造業全体の30.4%)。次いで多いのは、電子部品・デバイス・電子回路製造業(4,419億円、23.8%)、食料品製造業(1,437億円、7.8%)、パルプ・紙・紙加工品製造業(1,206億円、6.5%)となっている。徳島市をはじめとした県東一帯は国から新産業都市の指定を受けている地域であり、徳島県が比較的工業県の傾向が大きいのはこれによる影響も大きい。徳島県で作られた製品の多くは、神戸淡路鳴門自動車道を通って京阪神へ輸出される。
東京商工リサーチの調査で、都道府県別の人口に対する社長の「輩出率」が2017年より首位。理由として、阿波商人の気質や関西圏との交流の深さが挙げられている。
徳島県は中心都市を徳島市とし、三好市や海陽町など一部の地域を除いてほぼすべての市町村で徳島都市圏を形成している。徳島都市圏は四国では高松都市圏に次いで人口が多い。

### 農林水産業

#### 農業
河口付近では野菜の生産が盛んであり、主に京阪神方面へと出荷されている。徳島県の食料自給率は、2016年の時点でカロリーベースで43％、生産額ベースで131％である。
- 早場米（阿南市）
- 鳴門金時（鳴門市）
- カリフラワー（徳島市、板野郡、吉野川市東部）
- トウモロコシ（石井町、吉野川市東部）
- スダチ（県内各地、主に神山町）
- タケノコ（阿南市）
- シイタケ （県内各地）
- ネギ（徳島市）
- レタス（吉野川北岸地域、主に阿波市）
- レンコン（鳴門市、板野郡）
- ニンジン（県内各地、主に板野郡）
- シロウリ（吉野川北岸地域、主に板野町）
- 鳴門らっきょ（鳴門市大毛島）
- タラノメ（県西部、主に三好市山城町）
- 煎茶（山城町、那賀町：旧相生町）
- イチゴ（県内各地、主に佐那河内村、阿波市）
- ブドウ（阿波市）
- マスカット（阿波市）
- ナシ（鳴門市）
- ウンシュウミカン（県内各地、主に勝浦町）
- 木頭ゆず（那賀町：旧木頭村）
- ヤマモモ（小松島市）
- つまもの（上勝町、三好市山城町、神山町）
- 黄金ヒバ（上勝町、三好市山城町、神山町）
- 大根（鳴門市）
- 和三盆（板野町）
- 阿波晩茶（那賀町、上勝町）

#### 畜産業
- 阿波畜産3ブランド（阿波牛、阿波ポーク、阿波尾鶏）

酪農が盛んに行われており、吉野川市鴨島町には「牛島」（うしのしま。酪農が地名の由来）という名称の地域もある。
最近は酪農経営・乳牛数共に全盛期の4分の1に落ち込んでいる反面、徳島市における牛乳消費量は都道府県庁所在地の中では最も高い。
現在は県内唯一の牛乳メーカーである日本酪農協同（毎日牛乳）の徳島工場が徳島市内にある。またかつては、名西郡石井町に森永乳業の徳島工場（2011年（平成23年）9月30日に閉鎖）が、吉野川市（旧：麻植郡鴨島町）に旧明治乳業（現：株式会社明治）の徳島工場があった。
近年、県内のベンチャーが、人口爆発に伴うタンパク源の供給を目的に、コオロギの養殖に取り組んでいる。

#### 水産業
- タイ（鳴門市など）
- サクラダイ（鳴門市など）
- ブリ（鳴門市）
- ちりめんじゃこ（小松島市和田島町など）
- クルマエビ（鳴門市）
- ハモ（阿南市椿泊など）
- タチウオ（美波町日和佐など）
- アユ（吉野川、勝浦川、那賀川など）
- アワビ（牟岐町など）
- アオリイカ（牟岐町など）
- 鳴門わかめ（鳴門市）
- アオノリ（吉野川河口付近など）
- サツキマス（海陽町など）
- カキ（徳島県南部）

#### 林業
県南西部の那賀郡には豊かな森林地帯があり、那賀町の旧那賀町や旧木沢村、旧木頭村を中心に行われているが、高齢化により後継者不足やそれに伴う森林の手入れの問題に悩まされている。県は若手の林業従事者育成のため、那賀高校に森林クリエイト科を設置した。また、菌床栽培を含む生シイタケの生産量は日本一である。

### 商業

#### 県内にある主要大型商業施設
- イオンモール徳島（徳島市）
- ゆめタウン徳島（藍住町）
- アミコ（徳島市）
- 三越徳島（徳島市）
- クレメント（徳島市）
- 徳島名店街（徳島市）
- マルナカ徳島店（徳島市）
- フジグラン北島 (北島町）
- フジグラン石井 （石井町）
- フジグラン阿南 （阿南市）
- タクト（徳島市）
- パルシー（美馬市）
- ルピア （小松島市）
- アピカ （阿南市）
- アワーズ（阿波市）
- MEGAドン・キホーテ徳島店（徳島市）
- フレスポ阿波池田（三好市）
- マルナカパワーシティ鴨島

#### 県内に本社のある主要企業
- ジャストシステム
- 日亜化学工業
- 大塚製薬工場
- 化研テクノ
- 馬居化成工業
- 徳島通運
- 四国高速運輸
- 阿波製紙
- 阿波證券
- 徳島信用金庫
- 阿南信用金庫
- 阿波銀行
- 徳島大正銀行
- 徳島合同証券
- ノヴィル
- ヤマク食品
- 四国化工機
- 富田製薬
- 長生堂製薬
- 四国大陽日酸
- 四国トーセロ
- 徳島バス
- 海部観光
- シケン
- 徳島製粉
- かねこみそ
- ニホンフラッシュ
- 平惣
- 港興業
- 日新酒類
- リカオー
- タカガワ
- キョーエイ
- とくし丸
- 一般社団法人 徳島新聞社
- 四国放送
- エフエム徳島

### 拠点事業所のある主要企業
県内に工場がある主要企業
- 大塚製薬徳島本部、徳島工場及び大塚グループ（徳島市）
- 王子製紙富岡工場（阿南市）
- 王子ネピア徳島工場（阿南市）
- 倉敷紡績徳島工場（阿南市）
- 三洋電機徳島工場（松茂町）
- サンスター徳島工場（松茂町）
- ジェイテクト（旧光洋精工）徳島工場（藍住町）
- 四国化成工業徳島工場（北島町）
- 新日本理化徳島工場（徳島市）
- 大鵬薬品工業徳島工場（徳島市）
- 東亜合成徳島工場（徳島市）
- 山本光学徳島工場（阿波市）
- 日清紡績徳島工場（徳島市）
- 日本製紙小松島工場（小松島市）
- 日本電工徳島工場（阿南市）
- 日本ハム徳島工場（名西郡石井町）
- 富士スレート北島工場（北島町）
- プライム プラネット エナジー&ソリューションズ徳島工場（松茂町）

県内のサテライト・オフィス
- Sansan（神山町）

県内の発電所
- 四国電力阿南発電所（阿南市）
- 四国電力橘湾発電所（阿南市）
- 電源開発橘湾火力発電所（阿南市）

## 生活・交通

### 警察
- 徳島県警察

徳島県の交通事故死者数は、2018年で人口10万人当たり4.17人で全国34位、2019年で人口10万人当たり5.57人で全国ワースト1位となったが、2020年は全国25位となった。しかし、全国平均は超えている。徳島県では交通マナーの悪さが社会問題になっており、警察は街中での呼びかけだけでなく、学校や職場での啓発活動が行われている。

### 交通

#### 航空
- 徳島飛行場 - 通称徳島空港。愛称は徳島阿波おどり空港。
  - なお徳島県は関西国際空港に近く、同空港にも出資している。

#### 鉄道
- 四国旅客鉄道（JR四国）
  - 徳島線
  - 高徳線
    - 香川県に乗り入れる。

  - 鳴門線
  - 牟岐線
  - 土讃線
    - 香川県と高知県を結ぶ路線で、阿波池田駅付近の一部区間が県内となっている。
- 阿佐海岸鉄道
  - 阿佐東線
    - 1992年3月26日に開通するまでは、戦前の1936年7月に国に買収された阿南鉄道を最後に、県内に私鉄線が存在しなかった。

最大の駅徳島駅の1日の乗降者数平均は2019年で16258人であり、四国では高松駅に次いで2位である。利用者の大半は徳島市中心部への通勤・通学であるため、徳島市から離れている県南や県西では、人口の少ないこともあり利用者は少ない。平均通過人員で計算すると、徳島線では、徳島駅から18.9 kmの地点にある途中主要駅鴨島駅までの利用者数が全体の63％、牟岐線では、徳島駅から24.5 kmの地点にある途中主要駅阿南駅までの利用者数が83.4%を占めている。徳島駅を発着する特急列車は、高徳線で徳島駅と高松駅を結ぶうずしお、徳島線で徳島駅と阿波池田駅を結ぶ剣山がある。徳島県とつながりの深い京阪神に鉄道で行くためには、高松駅と岡山駅を経由する必要がある。
ホームが面する線路の数が最も多いのは、県庁所在地の徳島駅（3面４線）ではなく、県西の阿波池田駅（3面5線）である。高架駅舎は、佐古駅、海部駅、宍喰駅の3駅が存在する。橋上駅舎は、阿南駅のみである。全国47都道府県で唯一、電化区間が存在せず、歴史的にも存在したことがない。そのため徳島県には「電車」が走っていない。また、複線区間も存在しない。なお、2018年夏以降は、47都道府県で唯一自動改札機設置駅が存在せず、歴史上存在したこともない都道府県であり、それに伴い2024年10月現在、日本で唯一鉄道施設内において交通系ICカード全国相互利用サービスが使えない（簡易チャージ機も存在しない）県である。日中の普通列車の本数は徳島市近郊区間 で毎時3本程度、それ以遠では毎時1本足らずとなっている。また、県内における営業列車の運用は臨時列車を除きすべて当日中に終了する（=日付越えの運用は行われていない）。

##### 新幹線構想
現在、徳島県には新幹線は通っていない。ただ、四国新幹線と四国横断新幹線が構想として存在する。香川県と岡山県の間に架かっている瀬戸大橋は、既に新幹線規格で建設され、また鉄道が通っているため、これを利用し岡山駅 - 宇多津駅 - 高知駅を結ぶ四国横断新幹線は、費用面からも現実的な路線として構想されている。これを基軸とする場合、徳島県には岡山駅と高知駅の間を結ぶ途中駅として阿波池田駅、宇多津駅から高松方面に伸びた路線を延長して徳島市内に駅がそれぞれ設けられる構想となっている。
しかし、徳島県にとっては、岡山駅経由で本州に出ることよりも、大鳴門橋と淡路島を経由して本州に直接出ることの方が重要である。そのため、徳島県としては、新大阪駅から淡路島を通り、徳島県、香川県、愛媛県、最終的には豊予海峡を通って大分県に通じる四国新幹線の建設に前向きである。この四国新幹線は、四国の人口密集地域を通るため、収益がある程度は見込まれているが、明石海峡大橋が建設された際に鉄道構想を放棄したため（大鳴門橋は新幹線規格で建設）、紀淡海峡または明石海峡に別の橋を建設するか、海底トンネルを建設する必要がある。

#### 索道
- 四国ケーブル
  - 太龍寺ロープウェイ
- 眉山ロープウェイ
- 剣山登山リフト
- 箸蔵山ロープウェイ

#### バス
- 淡路交通
- 徳島バス
- 徳島バス阿南 - 2023年に徳島バスが吸収。
- 徳島バス南部
- 四国交通
- 徳島市交通局
- 応神ふれあいバス
- 上八万コミュニティバス のったろう
- 鳴門市地域バス
- 吉野川市代替バス
- 三好市営バス
- 上勝町営バス
- 那賀町営バス
- 海陽町営バス
- 松茂町地域コミュニティバス
- 北島町福祉バス・町内ぐるぐる福祉バス
- つるぎ町コミュニティーバス
- 東みよし町営バス

#### 道路
- 高速道路
  - 徳島自動車道（四国縦貫自動車道・四国横断自動車道）
  - 高松自動車道（四国横断自動車道）
  - 神戸淡路鳴門自動車道（本四連絡道路神戸・鳴門ルート）
  - 徳島南部自動車道（四国横断自動車道）
- 地域高規格道路
  - 徳島環状道路
  - 阿南安芸自動車道
    - 日和佐道路
- 一般国道
  - 国道11号、国道28号、国道32号、国道55号、国道192号（国土交通省四国地方整備局管理）
  - 国道193号、国道195号、国道318号、国道319号、国道377号、国道438号、国道439号、国道492号（徳島県管理、将来はこの一部も国土交通省四国地方整備局の管理になる予定）
  - 国道377号は徳島県内の単独区間が美馬市内のわずか23 mのみとなっている（鳴門市内は国道11号との重複区間）。
- 観光道路
  - 剣山スーパー林道
  - 南阿波サンライン
  - 津峯スカイライン
- 四国歴史文化道
  - 阿波歴史文化道
  - 阿南室戸歴史文化道
  - 祖谷歴史文化道

#### 航路
- 徳島港
  - 南海フェリー（徳島港 - 和歌山港）
  - オーシャン東九フェリー（新門司港 - 徳島港 - 東京港）
- 小松島港
- 伊島港
- 答島港

### 医療・福祉
災害拠点病院
- 徳島県災害拠点病院

保育所
- 徳島県保育所一覧

### 教育

#### 大学
国立
- 徳島大学
  - 常三島キャンパス（理工・総合科学・生物資源産業）
  - 蔵本キャンパス（医・歯・薬）

四国で唯一歯学部と薬学部をもつ国公立大学であり、全国的に見ても大学病院、医学部、薬学部、歯学部が同じキャンパス内にある国公立大学はあまり多くはない。2021年時点で、医学部医学科の二次試験の学力試験は数学と英語の2科目、薬学部は数学と化学2科目など、科目数が少ないことが特徴である。
- 鳴門教育大学

私立
- 徳島文理大学
- 四国大学

通信制大学
私立
- 放送大学 徳島学習センター

#### 短期大学
私立
- 四国大学短期大学部
- 徳島工業短期大学
- 徳島文理大学短期大学部

#### 高等専門学校
国立
- 阿南工業高等専門学校

私立
- 神山まるごと高等専門学校

#### 専修学校
- 徳島県専修学校一覧

#### 特別支援学校
- 徳島県特別支援学校一覧

#### 高等学校

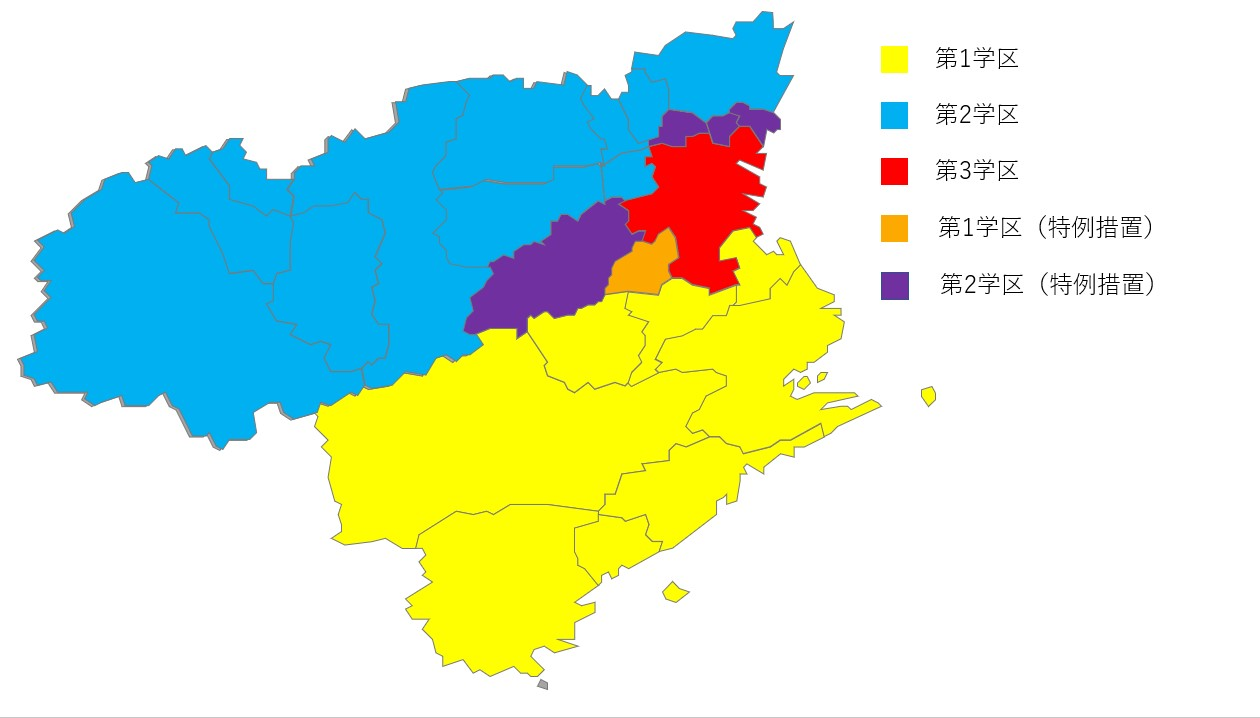
出典：徳島県教育委員会（2021年9月時点）

- 徳島県高等学校一覧

徳島県の公立高校普通科では、学区制度が設けられている。学区外受験は定員が別枠で少数である。
第1学区…県南（阿南市、小松島市、海部郡、那賀郡、名東郡、勝浦郡）
第2学区…県北（鳴門市、吉野川市、阿波市、美馬市、三好市、板野郡、名西郡、美馬郡、三好郡）
第3学区…徳島市
しかしこのうち、板野郡藍住・北島・松茂の3町と、神山町、佐那河内村は域内に公立高校がない（神山町には徳島県立城西高等学校神山分校があるが、分校である）。このため、本来それぞれの町村は徳島市とは異なる学区であるが、徳島市の公立高校を第3学区内の受験生として受験できるという特例措置が設けられている。これは、徳島市内の城東高校や徳島北高校などの進学校への地理的近さと人気の高さが影響したものである。徳島市内の高校では、人口が増加している（していた）板野郡3町出身の生徒がかなりの割合を占めている。しかし、同じく徳島市内への進学希望者が多く、徳島市に近い鳴門市や石井町などから見直しを求める声が2017年ごろから出ていた。
徳島県の高校受験では、事前に定員調整が行われる。基礎学力テストを3回行い、この点数で出願先を決定するが、各中の教師が話し合いを行い、出願先の調整を行う。このため夏や秋に5倍を超えるような学校であっても、出願時点では1.0～1.1倍に落ち着く。これは、徳島県に私立高校そのものが少ないことによる措置である。私立高校は徳島文理高校と生光学園、香蘭高等学校の3つである。
2021年度から、城東高校が全県一区（学区廃止）とし、城ノ内中等教育校が中高一貫教育移行に伴い、高校での募集を停止するなど、改革が始まっている。

#### 中学校
- 徳島県中学校一覧

#### 小学校
- 徳島県小学校一覧

#### 幼稚園
- 徳島県幼稚園一覧

#### その他教育機関
農業大学校
- 徳島県立農林水産総合技術支援センター農業大学校

### マスメディア

#### 新聞
地方紙
- 徳島新聞
- トリビューンしこく

全国紙
- 読売新聞
- 朝日新聞
- 毎日新聞
- 日本経済新聞
- 産経新聞（県域版（地域版）の掲載はない）

#### タウン情報誌
- あわわ発行
  - めぐる、
  - あわわfree
  - ASA（廃刊）
  - 050（廃刊）
  - Geen（廃刊）
- メディコム発行
  - タウン情報トクシマ(通称「タウトク」）
  - タウン情報CU（キュー）…女性誌
  - 徳島人（廃刊）
  - 地元のブライダル情報誌「結婚しちゃお！」（季刊）
  - とくしまの生活情報紙 フリーペーパーSALALA（さらら）※編集・制作（発行元/徳島新聞社）
  - startt※編集・制作（発行元/徳島新聞社）
- ワイヤーオレンジ発行
  - WIRE・ワイヤーママ徳島版
- トップワン発行
  - QSTYLE
- リクルート発行
  - ホットペッパー

#### 徳島県内の放送局
テレビ草創期から、徳島県のテレビ放送は長年にわたってNHKと四国放送の2局3波である。デジタルテレビ・県域FM局・四国放送ラジオのFM補完放送のメイン中継局はいずれも眉山に置かれている。四国放送は通常時終夜放送を実施している。
- テレビ局
  - アナログテレビ放送 2011年7月24日運用終了。眉山から送信されていた。
    - 四国放送（JRT・1ch）（NNN/NNS系列）
    - NHK徳島放送局（総合3ch、教育38ch）

  - デジタルテレビ放送 眉山から送信
    - 四国放送 (JRT)（NNN/NNS系列） 【リモコンキーID 1 （物理ch 31ch）】
    - NHK徳島放送局 【総合テレビ：リモコンキーID 3 （物理ch 34ch）、Eテレ（教育）：リモコンキーID 2 （物理ch 40ch）】
- AMラジオ局
  - NHK徳島放送局（第一・徳島945kHz、池田1161kHz（県南部でこの周波数は田辺中継局を受信する場合あり）、牟岐1584kHz（県西部でこの周波数は観音寺中継局を受信する場合あり）、山城1503kHz、※NHK徳島放送局は第二が存在しない（池田局 (1359 kHz) はNHK松山放送局の中継局）ため、大阪局 (828 kHz)や高知局 (1152 kHz)などを受信する。
  - 四国放送（JRN・NRN系列）(1269 kHz、93.0 MHz)
- FMラジオ局
  - エフエム徳島（JFN系列）（徳島80.7 MHz、池田82.3 MHz、日和佐77.7 MHz、阿南78.4 MHz）
  - NHK徳島放送局（徳島83.4 MHz、池田85.0 MHz、日和佐85.7 MHz、阿南81.3 MHz、阿波勝浦・美馬85.6 MHz、阿波84.4 MHz、神山84.9 MHz、上勝82.4 MHz、一宇82.5 MHz、一宇剪宇83.9 MHz、鷲敷82.0 MHz、東祖谷山84.3 MHz、宍喰89.9 MHz）
  - エフエムびざん（コミュニティFM）（徳島79.1 MHz）

#### テレビ放送の歴史
テレビ黎明期の1959年にNHK徳島放送局と四国放送（日本テレビ系列）がテレビ放送を開始して以降、県内の放送局は開局していない。県内にテレビ放送局が1局しかない県は全国で徳島県と佐賀県だけである。そのため、電波のスピルオーバーを利用して近畿広域圏のテレビ局（サンテレビ・毎日放送・テレビ和歌山・朝日放送・テレビ大阪・関西テレビ）の視聴者が県内に多数存在する。しかしアナログ放送からデジタル放送への移行にあたって、近畿圏の局が視聴不能となる地域が続出する事が判明。そのため、県は国の援助を得て県内のケーブルテレビ局加入促進策を打ち出した。
なお、過去に近畿広域圏の放送の徳島県への受信の是非を巡り、読売テレビ放送とそのネット局である日本テレビ放送網が、県内のケーブルテレビ局であるひのき（キューテレビ）との間で裁判にもつれ込んだこともあった。この詳細はひのき (ケーブルテレビ)#読売テレビのデジタル区域外再放送を参照。

#### ケーブルテレビ
ケーブルテレビの世帯普及率は2020年3月末時点で90.5％に達しており、全都道府県で1位である。四国放送が加盟する日本テレビ系列以外の局の関西圏などからの受信に用いられている。
- ケーブルテレビ徳島（徳島市（国府町CATVのエリアを除く）、名西郡神山町、名東郡、勝浦郡、美馬市、三好郡、海部郡）
- 国府町CATV（徳島市国府町及び隣接地域）
- 石井町有線放送農業協同組合（名西郡石井町）
- テレビ鳴門（鳴門市）
- ひのき（キューテレビ）（板野郡北島町、松茂町、上板町）
- エーアイテレビ（板野郡藍住町、板野町）
- 上板町有線テレビ（板野郡上板町）
- ケーブルネットおえ（吉野川市(川島・鴨島・山川の各町の一部)）
- 日本中央テレビ（吉野川市、小松島市）
- 阿波市ケーブルネットワーク（阿波市）
- 東阿波ケーブルテレビ（小松島市）
- ケーブルテレビあなん（阿南市(自治体エリア除く)）
- 徳島県南メディアネットワーク（阿南市）
- 那賀町ケーブルテレビ（那賀郡那賀町）
- テレビ阿波（美馬市旧脇町(脇町、猪尻、新町、拝原の全域と木馬、北庄の一部)）
- 池田ケーブルネットワーク（三好市）

### アマチュア無線FM中継局（レピータ）設置場所・周波数
- JR5WE（徳島市川内町小松西）439.52 MHz
- JR5WF（板野郡藍住町）439.88 MHz
- JR5WG（徳島市一番町）439.84 MHz
- JR5WH（三好市池田町馬場）439.54 MHz
- JR5WI（小松島市中田町東山）439.96 MHz
- JR5WQ（吉野川市山川町木綿麻山）439.46 MHz、1291.46 MHz
- JR5WT（徳島市福島）1292.10 MHz
- JR5WU（吉野川市山川町木綿麻山）1292.48 MHz、2425.66 MHz
- JR5VE（阿波市秋月乾）1292.34 MHz
- JR5VI（阿波市江ノ島）439.94 MHz
- JP5VK（板野郡板野町）1292.02 MHz
- JP5VO（美馬市脇町西大谷）1292.12 MHz、2425.50 MHz
- JR5VR（那賀郡 那賀町）439.62 MHz
- JR5VT（阿南市日開野町宮原）439.70 MHz、2425.58 MHz
- JP5YCC（名西郡石井町）2425.42 MHz

日本アマチュア無線連盟 (JARL) を免許人とするアマチュア無線用中継局が県内各所に設置されている。徳島県のレピータは南部の JR5VR を除き、都市・集落が多くある吉野川周辺設置されている特徴がある。

## 文化・スポーツ

### 方言
徳島県内で話される方言は徳島弁（阿波弁）と呼ばれる。四国方言に分類されるが、特に県東部で、近畿方言の影響を強く受けている。

### 食文化
郷土料理
- たらいうどん（阿波市）
- 鳴門うどん（鳴門市）
- わかめ料理（鳴門市）
- 竹ちくわ（小松島市）
- 半田そうめん（つるぎ町）
- 祖谷そば（祖谷地方）
- でこまわし（祖谷地方）
- そば米汁(そば米雑炊) （祖谷地方）
- フィッシュカツ　(小松島市）
- 伊勢エビの味噌汁（美波町）
- こけら寿司（海陽町）
- はんごろし（那賀町）
- 徳島ラーメン（徳島市とその周辺地域）
- 鰺の押し寿司（主に県南部）
- ぼうぜの姿寿司（徳島県北部）
- 豆玉

### 伝統工芸
経済産業大臣指定伝統的工芸品
- 阿波正藍しじら織（織物、1978年）
- 大谷焼（陶磁器、2003年）
- 阿波和紙（和紙、1976年）

伝統工芸品

### 伝統芸能
- 人形浄瑠璃
- 阿波踊り

### スポーツ
- プロ野球公式戦規格対応野球場（徳島県南部健康運動公園野球場、徳島県鳴門総合運動公園野球場）
- JリーグJ1規格対応球技場（徳島県鳴門総合運動公園陸上競技場）
- ボウリング（徳島市、石井町）
- グラススキー（中尾山高原グラススキー場）
- モータースポーツ（東みよし町（旧三好町）阿讃サーキット）
- サーフィン（海陽町（旧宍喰町）など）
- カヌー、ラフティング（吉野川、那賀川など）
- パラグライダー、ハンググライダー（三好市山城町塩塚高原、東みよし町（旧三加茂町）風呂塔）
- ボルダリング（徳島市、鳴門市、藍住町）
- スケートボーディング（鳴門市、阿南市、徳島市）
- スタンドアップパドルボーディング（阿南市）
- ティーボール（阿南市）
- BMX（阿南市）
- オブスタクルスポーツ（吉野川市）

本県を本拠地とするスポーツクラブ
- 徳島インディゴソックス（独立リーグプロ野球 四国アイランドリーグplus）
- 徳島ヴォルティス（サッカー J2リーグ）
- FC徳島（サッカー 四国サッカーリーグ）
- 徳島野球倶楽部（社会人野球 徳島県野球連盟 日本野球連盟）
- 徳島RAPAZ（Fリーグ準会員リーグ）
- 徳島ガンバロウズ（バスケットボール B3リーグ）

スポーツに特に力を入れている市町村
- 野球 - 徳島インディゴソックス支援・「野球のまち阿南」（阿南市）
- サッカー - 徳島ヴォルティス出資・ホームタウン（徳島市、鳴門市、美馬市、吉野川市、小松島市、阿南市、松茂町、板野町、北島町、藍住町）

公営競技
- 競輪 - 小松島競輪場
- 競艇 - 鳴門競艇場

## 観光
（四国地方整備局によって選定された四国のみずべ八十八カ所は☆印、四国八十八景は★印で示す）

### 名勝地
山
- 剣山★15 - 日本百名山・水源の森百選
- 三嶺 - 日本二百名山
- 弁天山 - 標高6.1 m自然の山で日本一の低さ
- 次郎笈（那賀町）
- 高の瀬峡（那賀町） - 徳島県観光百選1位
- 槍戸峡（那賀町）
- 黒沢湿原（三好市）☆8 - 県指定天然記念物、たびの尻滝☆8
- 船窪のオンツツジ群落（吉野川市） - 国の天然記念物
- 太龍嶽（阿南市）★17 - 空海『三教指帰』で最初に記した修行地
- 大川原高原（佐那河内村）★16

川
- 穴吹川（美馬市）☆13 - 12年連続四国河川水質首位（2006年四国地方整備局河川水質調査）
- 海部川（海陽町）☆20 - 日本清流百選、平成の名水百選

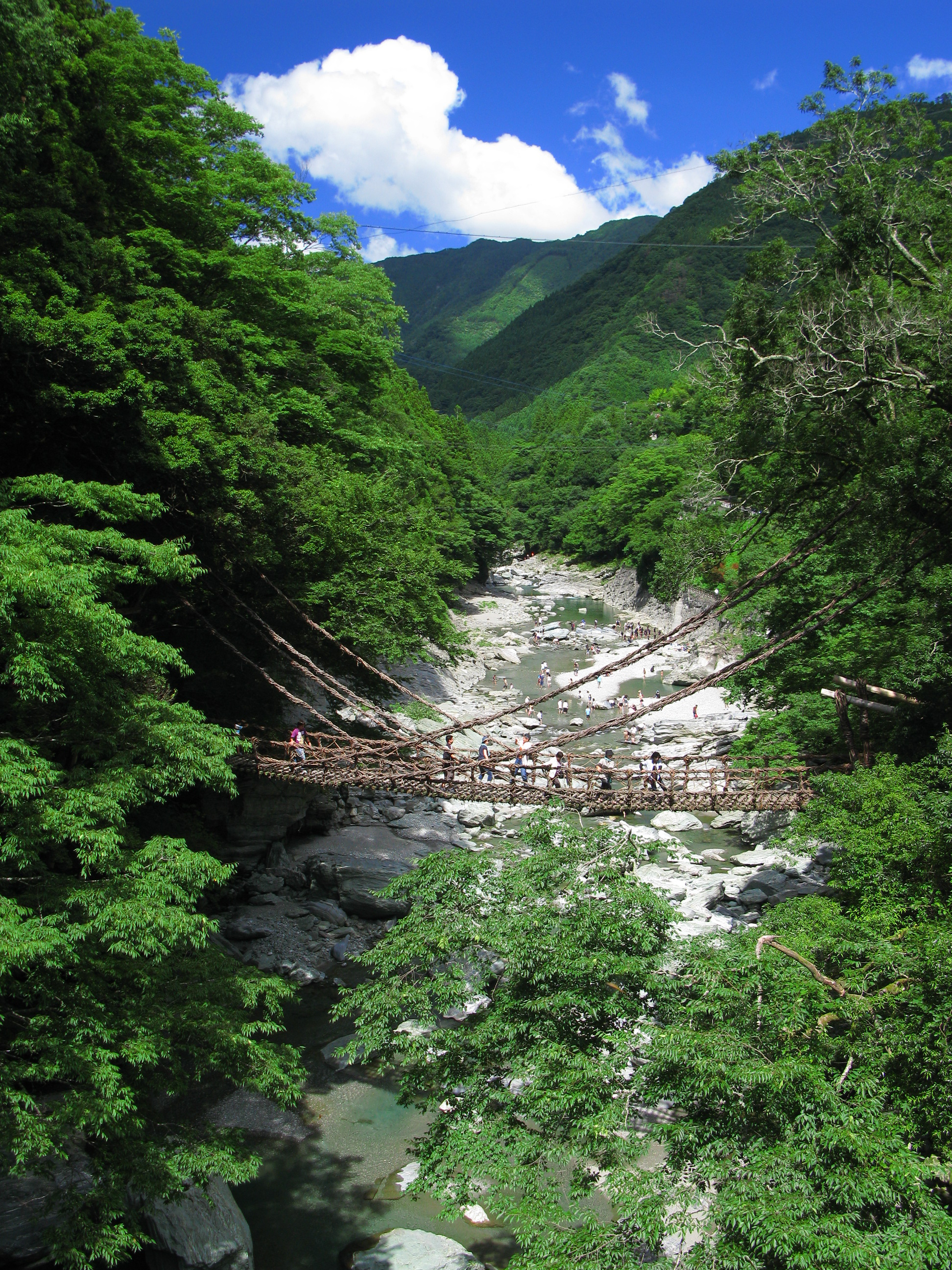
祖谷渓のかずら橋

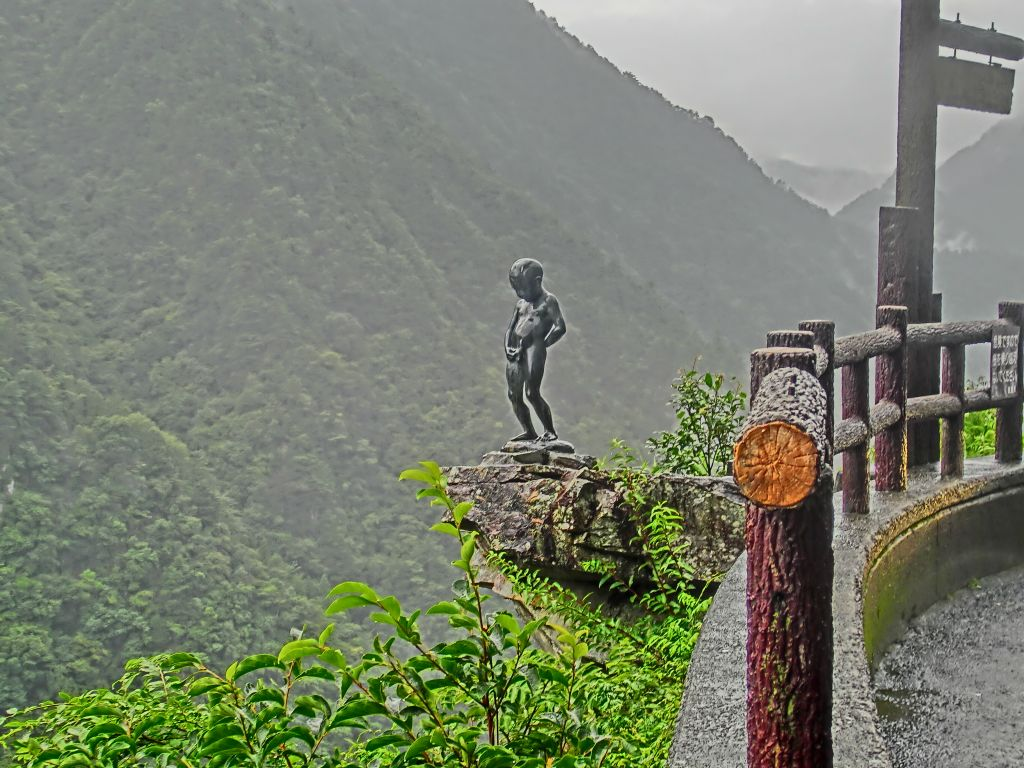
祖谷渓の小便小僧

- 祖谷渓、大歩危・小歩危（三好市）☆9 - 日本百景・日本の秘境100選・美しい日本の歴史的風土100選・人と自然が織りなす日本の風景百選
- 鷲敷ライン（那賀町）☆17 - 阿波八景十二勝・県指定名勝
- 美濃田の淵（東みよし町）☆6 - 県指定名勝天然記念物
- 轟九十九滝（海陽町）☆19 - 日本の滝百選・日本百景・水源の森百選
- 大釜の滝（那賀町） - 日本の滝百選
- 大轟の滝（那賀町）
- 雨乞の滝（神山町）☆14 - 日本の滝百選
- 土釜（県指定天然記念物）・鳴滝（つるぎ町）☆11

海
- 鳴門海峡、鳴門の渦潮、渦の道（鳴門市）☆1 ★1- 日本百景・日本の音風景100選・新日本旅行地100選
- 橘湾（阿南市） - 阿波の松島・阿波八景1位
- 蒲生田岬、アカウミガメ産卵地（阿南市） - 四国最東端・県指定天然記念物
- 大浜海岸（日和佐海岸）（美波町）☆18 - ウミガメ産卵地、日本の渚百選・国の天然記念物
- 千羽海崖（美波町）
- 恵比須洞（美波町）

- モラスコむぎ（牟岐町）松ヶ磯★20
- 八坂八浜（海陽町）

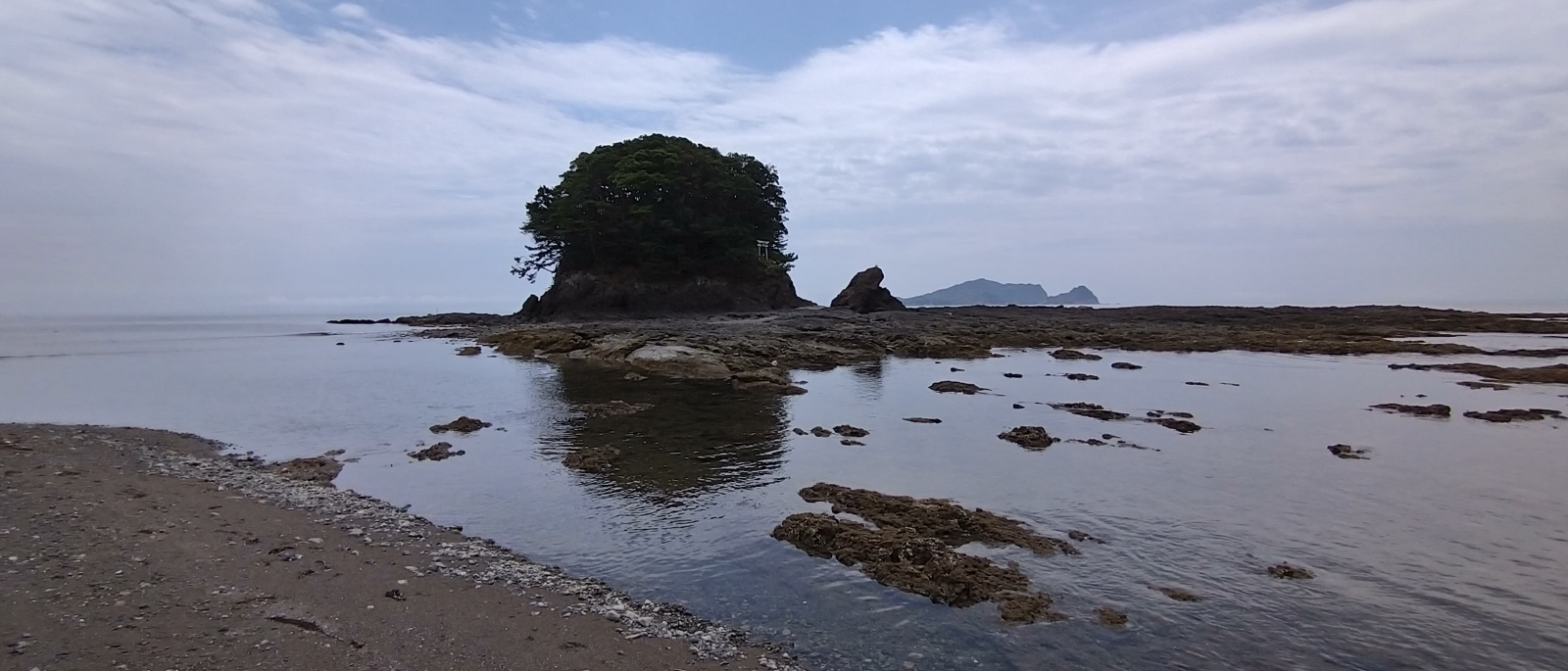
モラスコむぎ　松ヶ磯

- 大里松原（海陽町） - 日本の白砂青松100選
- 水床湾、竹ヶ島海中公園（ 海陽町）★21 - 「南海の宝石」と呼ばれる透明度

その他
- 江川の湧水（吉野川市） - 名水百選
- 剣山御神水（三好市） - 名水百選

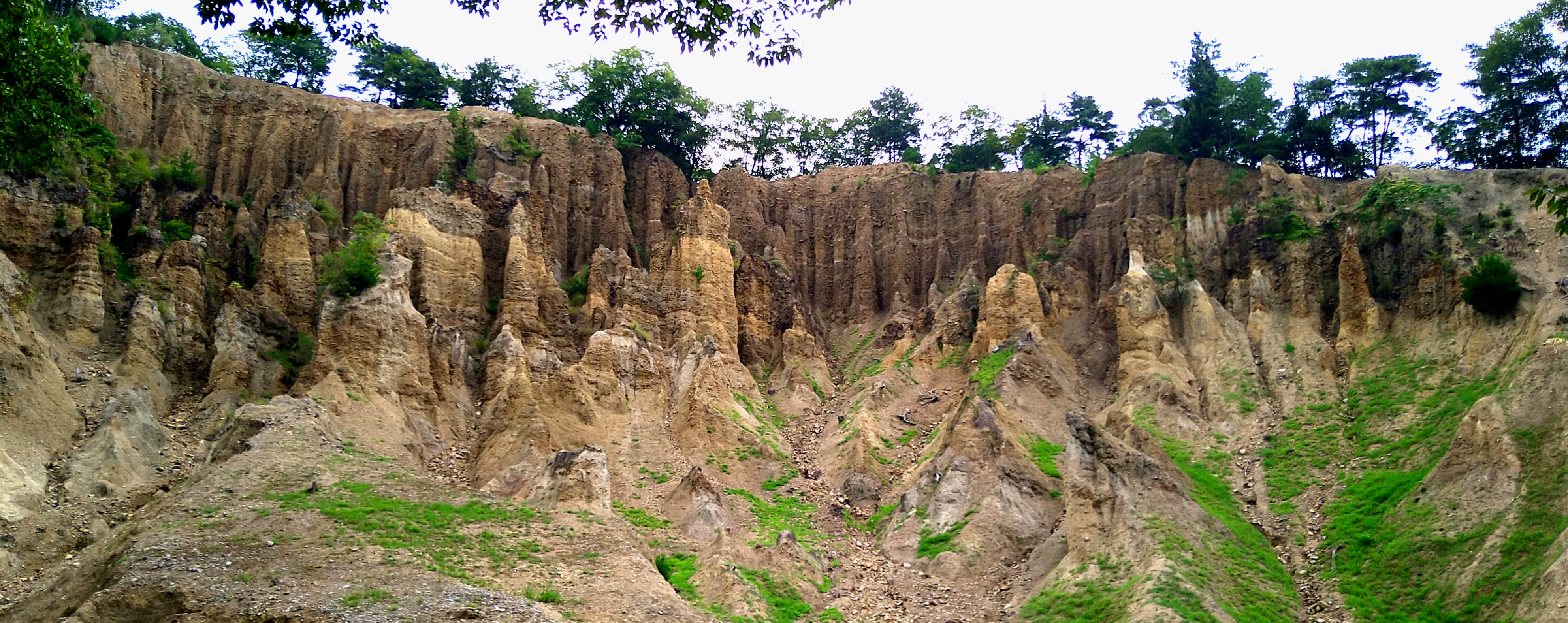
阿波の土柱

- 阿波の土柱（阿波市）★7 - 国の天然記念物
- 宍喰浦の化石漣痕（海陽町） - 国の天然記念物・日本の地質百選
- 太刀野の中央構造線 - 県指定天然記念物
- 善入寺島☆5★6 - 日本最大の川中島
- 鏡島 - ハート形の無人島
- 美郷のホタル生息地（吉野川市） - 国の天然記念物・ふるさといきものの里100選
- 加茂の大クス（東みよし町）★11 - 特別天然記念物
- 水の丸ふれあい公園（東みよし町）★12
- 樫原の棚田（上勝町） - 日本の棚田百選
- 下影の棚田（三好市） - 日本の棚田百選

### 名所・旧跡
四国八十八箇所 - 日本遺産
第1番札所霊山寺 - 第22番札所平等寺★18、第23番札所薬王寺★19、第66番札所雲辺寺
その他寺社など
- 大麻比古神社（鳴門市）
- 丈六寺（徳島市） - 本堂などは重要文化財
- 本楽寺 (美馬市)★9 - 阿讃山脈と大河を借景とした石庭
- 八鉾神社 （阿南市） - 県内最古の書物を所蔵
- お松大権現（阿南市） - 日本三大怪猫伝
- 学駅

### 伝統的建造物
重要伝統的建造物群保存地区
- 脇町南町 うだつの町並み（美馬市）★8 - 都市景観100選・日本の道100選・美しい日本の歴史的風土100選
- 東祖谷落合 （三好市）
- 出羽島（牟岐町） - 島の北部の漁村集落、面積約3.7ヘクタール

城郭
- 日和佐城（美波町）
- 川島城（吉野川市）

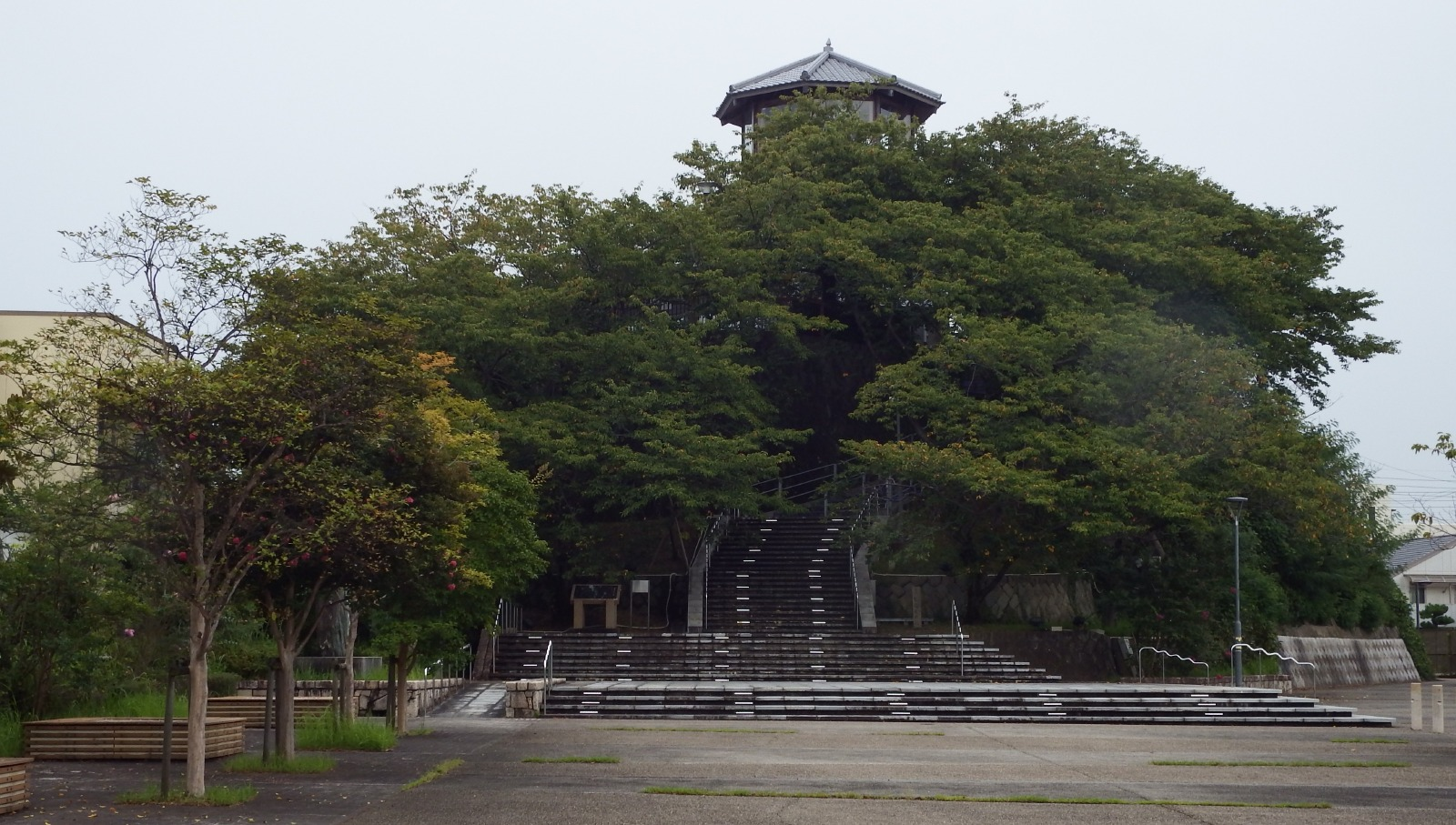
牛岐城址公園

- 牛岐城 （阿南市） - 公園になり徳島県唯一の恋人の聖地に認定
- 今切城 （徳島市）
- 徳島城跡（徳島市） - 国の史跡
- 勝瑞城跡（藍住町） - 国の史跡

その他
- 祖谷のかずら橋（三好市） - 日本百名橋
- 奥祖谷二重かずら橋☆10★14
- 二層うだつの町並み（つるぎ町）★10
- 農村舞台（主に県南部）
  - 坂州農村舞台（那賀町） - 重要有形民俗文化財
  - 拝宮農村舞台（那賀町）
  - 犬飼農村舞台（徳島市） - 重要有形民俗文化財
- 三木家住宅 (美馬市) - 国の重要文化財

### 遺跡
- 渋野丸山古墳（徳島市）
- 矢野遺跡（徳島市）
- 若杉山遺跡（阿南市）

### 公園など
運動公園
- 鳴門・大塚スポーツパーク（鳴門市）
  - オロナミンC球場
  - ポカリスエットスタジアム
- 徳島県南部健康運動公園（阿南市）
  - アグリあなんスタジアム
- JAバンク蔵本公園（徳島市）
  - JAバンク徳島スタジアム
- 田宮運動公園（徳島市）
- 和田島緑地公園（小松島市）
- 羽ノ浦健康スポーツランド（阿南市）
- 蛇王運動公園（海陽町）
- 池田球場（三好市）
- 徳島スポーツビレッジ（板野町） - 四国最大級のサッカー施設

観光スポット・テーマパーク
- 徳島市総合動植物公園（徳島市）
  - とくしま動物園 - 四国最大級の動物園
  - とくしま植物園
  - とくしまファミリーランド
- 吉野川遊園地（吉野川市） - 2011年（平成23年）8月末で閉園
- あすたむらんど徳島（板野町）
- イカワエックスパーク（三好市） - 日本有数のゾーブ
- 太龍寺ロープウェイ（那賀町）（阿南市）★17 - 西日本最長ロープウェイ
- 眉山ロープウェイ（徳島市）★4

その他公園など-県北部
- 鳴門公園（鳴門市）
- 鳴門ウチノ海総合公園（鳴門市）
- うずしおふれあい公園（鳴門市）
- 撫養川親水公園（鳴門市）
- 月見ヶ丘海浜公園（松茂町）
- 徳島中央公園、鷲の門（徳島市） - 日本の都市公園100選
- 徳島県文化の森総合公園（徳島市）
- 新町川水際公園（徳島市）☆16
- 藍場浜公園（徳島市）
- 眉山公園（徳島市）
- ケンチョピア（徳島市）☆16
- 小松島ステーションパーク（小松島市） - 世界最大の狸銅像
- 日峯大神子広域公園（小松島市） - 阿波三峰
- 彩山（上勝町）
- 板野町歴史文化公園（板野町）
- 神山森林公園イルローザの森（神山町）★5
- レストラン「カリフォルニア・テーブル」（鳴門市島田島）★2

その他公園など-県西部
- 道の駅貞光ゆうゆう館（つるぎ町）☆12
- 吉野川ハイウェイオアシス（東みよし町）
- 於安パーク（つるぎ町）

その他公園など-県南部
- 阿南西部公園（阿南市）
- Waンダーランド（阿南市）
- 福井ダム公園（阿南市） - 170mのすべり台
- 南阿波ピクニック公園（海陽町）
- あいあいらんど（那賀町）

### レジャースポット
キャンプ場・バンガロー
- わじきライン キャンプ村（那賀町） - 森林浴の森100選
- まぜのおか（海陽町）
- 轟キャンプ場（海陽町）
- 船津キャンプ場（海陽町）
- 美那川キャンプ村（那賀町）
- ファガスの森（那賀町）

海水浴場
- 鳴門海水浴場（鳴門市）
- 小松海水浴場（徳島市）
- 淡島海水浴場（阿南市）
- 袙海水浴場（阿南市）
- 北の脇海水浴場（阿南市） - 日本の渚百選
- 田井の浜海水浴場（美波町） - 快水浴場百選
- 内妻海水浴場（牟岐町）
- 大砂海水浴場（海陽町） - 快水浴場百選

遊覧船スポット
- うずしお観潮船（鳴門市大毛島）
- ひょうたん島一周遊覧船（徳島市）★3
- 大歩危峡遊覧船（三好市）★13
- 竹ヶ島海中公園（ 海陽町）★21 - ブルーマリン号

サーフスポット
- 内妻海岸（再掲・牟岐町）
- 大里松原（再掲・海陽町） - 日本の白砂青松100選
- カイフポイント（海陽町） - 世界的知名度の適地とされる
- 大手海岸（海陽町）

ダイビングスポット
- 牟岐大島（牟岐町） - “沖縄やパラオ諸島まで行く必要ない”と飯泉徳島県知事が絶賛（2006年（平成18年）10月21日ダイビング後の感想）

カヌースポット
- わじきライン（那賀町）☆17 - 阿波八景十二勝
- 大歩危 （三好市）☆9

ラフティングスポット
- 大歩危 （三好市）

スキー、スノーボード
- 井川スキー場腕山（三好市）
- 剣山スキー場（つるぎ町）

### 博物館・美術館など
総合施設
- 徳島県文化の森総合公園（徳島市）

芸術関連
- 大塚国際美術館（鳴門市） - 日本最大の私立美術館
- 徳島県立近代美術館（徳島市）
- 阿波おどり会館（徳島市）
- 藍の館 (藍住町)
- 技の館（上板町）
- 阿波和紙伝統産業会館（吉野川市）
- 相生森林美術館（那賀町）
- 阿波十郎兵衛屋敷 (徳島市）
- 阿波木偶人形会館 (徳島市）

歴史関連
- 鳴門市ドイツ館（鳴門市）
- 阿波史跡公園（徳島市）
- 徳島市立徳島城博物館 （徳島市)
- 徳島県立文書館（徳島市）
- 阿波公方平島館（阿南市）
- 徳島県立鳥居龍蔵記念博物館（徳島市）
- 徳島県立埋蔵文化財総合センター（板野町）
- 阿波海南文化村（海陽町）

自然関連
- 大鳴門橋架橋記念館エディ（鳴門市）
- 細川内ダム反対資料館（那賀町）
- 日和佐うみがめ博物館カレッタ（美波町） - 世界でも珍しいとされる海亀博物館
- 貝の資料館モラスコむぎ（牟岐町）
- 康暦の碑 （美波町） - 日本最古の地震津波碑
- 海洋自然博物館マリンジャム（海陽町）
- 美郷ほたる館（吉野川市）
- ラピス大歩危（三好市）

科学関連
- あすたむらんど徳島（板野町）
- 徳島県立博物館 （徳島市）
- 徳島県立21世紀館（徳島市）
- 阿南市科学センター（阿南市） - 西日本最大口径113cm天体望遠鏡

ダム関連施設
- 長安口ダム資料館ビーバー館（那賀町） - 徳島県最大のダム
- 川口ダム （那賀町）- サクラやアジサイの名所
- 福井ダム資料館（阿南市） - 国内第二記録降水量疑似体験
- 池田湖（三好市）☆7

温泉
- 紅葉温泉（三好市）
- 祖谷温泉（三好市） - 日本百名湯
- 秘境の湯（三好市）
- 神山温泉（神山町）
- 船瀬温泉（阿南市） - 四国最東端温泉、現在の名称はかもだ岬温泉
- わじき温泉（那賀町）
- 道の駅もみじ川温泉（那賀町）
- 道の駅宍喰温泉（海陽町）
- 四季美谷温泉（那賀町）
- 月ヶ谷温泉（上勝町）
- あらたえの湯 (徳島市、小松島市、鳴門市)
- 道の駅日和佐 （美波町） - 足湯
- 道の駅いたの （板野町） - 足湯

### 催事・イベント
- 徳島駅伝（1月）
- 徳島国際映画祭（3月）
- とくしまマラソン（4月） - 四国最大規模のマラソン
- はな・はる・フェスタ（4月、徳島市）
- 徳島・海陽 究極の清流 海部川 風流マラソン（2月、海陽町）
- 観光地引き網（3 - 11月、阿南市）
- 吉野川フェスティバル（7月、徳島市）
- 水都祭（7月、徳島市）
- 鳴門市納涼花火大会（8月7日、鳴門市）
- 鳴門市阿波おどり（8月9日 - 11日、鳴門市）
- 阿波踊りサウンドフェスティバル（8月11日、徳島市）
- 徳島市阿波おどり（8月12日 - 15日、徳島市） - 日本遺産百選・日本の音風景100選・日本三大盆踊り
- エキサイティング・サマー・イン・ワジキ（8月13日、那賀町）
- 木頭杉一本乗り大会（8月、那賀町）
- 砂灸（9月、徳島市上八万町）
- 四国放送まつり （秋、あすたむらんど徳島）
- 赤松神社奉納吹筒花火（10月、美波町）
- 大菊人形・菊花展（10月 - 11月中旬、吉野川市鴨島町）
- 阿波の狸まつり（11月上旬、徳島市）
- 南阿波サンライン黒潮マラソン（11月、牟岐町）
- ヨルイチ（毎週土曜日、小松島ステーションパークSL記念広場）
- ケンチョピアのイルミネーション（冬、徳島市）
- マチ★アソビ（春・秋、徳島市）
- とくしまマルシェ（月1回）
- 徳島LEDアートフェスティバル（2010年から3年に1度、徳島市）
- とくしまバスまつり（2016年より不定期開催。日本のバスのイベントでは数少ない大規模に属するものである。徳島県立産業観光交流センター「アスティとくしま」多目的ホールが会場となる[17]）

## 対外関係
姉妹自治体・提携自治体は、以下の通り。
姉妹提携
- サンパウロ州（ブラジル連邦共和国）
- ニーダーザクセン州（ドイツ連邦共和国）[19]

友好提携
- 湖南省（中華人民共和国）